# Royal Navy
La Royal Navy è la marina militare britannica, una delle componenti del Naval Service che comprende anche il corpo dei Royal Marines e il Royal Naval Reserve. Nell'uso comune, però, l'intero servizio viene definito come Royal Navy. Le sue origini, risalenti al XVI secolo, ne fanno la più antica delle tre branche delle forze britanniche, nota per questo anche come Senior Service (servizio maggiore). La Royal Navy contribuì in maniera decisiva alla potenza economica e militare britannica del XVIII e XIX secolo e fu essenziale per lo sviluppo e il mantenimento dell'Impero britannico, grazie alla capacità di controllo dei mari e delle rotte di commercio.
In seguito alla vittoria nella prima guerra mondiale la Royal Navy venne significativamente ridotta, rimanendo comunque la più grande marina militare del mondo fino allo scoppio della seconda guerra mondiale, durante la quale la United States Navy crebbe fino a diventare la prima al mondo. Nel corso della guerra fredda la Royal Navy subì una profonda riorganizzazione, che ne fece una forza primariamente tesa alla caccia di sottomarini sovietici nell'Atlantico settentrionale. In seguito alla guerra delle Falkland e al collasso dell'Unione Sovietica, è tornata ad essere una forza navale con capacità di proiezione globale.
Nonostante oggi la Royal Navy abbia dimensioni molto più ridotte, essa è una delle principali marine militari al mondo in termini di tonnellaggio ed una delle più avanzate a livello tecnologico. Rappresenta la base di addestramento per molte altre marine militari e, con alcune eccezioni, il personale del Commonwealth e della NATO partecipa ai corsi che essa organizza in Gran Bretagna. La fine della guerra fredda ed il collasso dell'Unione Sovietica hanno accelerato la ristrutturazione della Royal Navy, trasformandola da una forza di deterrenza ad una marina in grado di supportare la politica britannica nel mondo.
Dal 10 giugno 2011 fino alla sua morte nel 2021, il Lord grand'ammiraglio della Royal Navy è stato principe Filippo, duca di Edimburgo, consorte della regina Elisabetta II del Regno Unito, precedente detentore di tale titolo.

## Storia
La Royal Navy ha storicamente assunto un rilievo centrale nella difesa e nelle guerre della Gran Bretagna a causa della posizione insulare del Paese che obbligò ogni nemico (almeno fino all'avvento dell'aviazione) ad attraversare lo stretto della Manica per portare un attacco. Ogni conseguimento di superiorità navale da parte di un paese ostile fu, nella storia inglese, un grave pericolo. Inoltre una forte potenza navale risultò sempre di vitale importanza al mantenimento delle rotte di rifornimento e comunicazione tra i distanti estremi dell'impero britannico.

### Inghilterra - Flotta sassone (circa 800 - 1066)
La prima marina fu quella inglese, costituita nel IX secolo dal sassone Alfredo il Grande ma, nonostante la grave sconfitta inflitta ai Vichinghi presso Stourmouth, nel Kent, essa venne presto posta in disarmo. Atelstano d'Inghilterra provvide a riarmarla e al tempo della sua vittoria nella battaglia di Brunanburh, nel 937, essa contava una forza approssimativa di 400 navi.

### Inghilterra - Età normanna e medievale, fino al 1485 - I Cinque Ports
Avendo le forze navali sassoni fallito nel loro obiettivo di impedire a Guglielmo I il Conquistatore di attraversare il canale della Manica e di vincere nella Battaglia di Hastings, i sovrani normanni cominciarono ad attrezzare una forza del tutto equivalente nel 1155, con navi dell'alleanza dei Cinque Ports, forse creata dai Normanni oppure già esistente e quindi da essi rafforzata per i loro scopi. I Normanni probabilmente crearono la figura del Lord Guardiano dei Cinque Ports.
Re Giovanni I Senza Terra ebbe una flotta di 500 imbarcazioni. A metà del XIV secolo le navi di Edoardo III raggiungevano la cifra di 700. Seguì poi un periodo di declino.

### Inghilterra - I Tudor e la Royal Navy

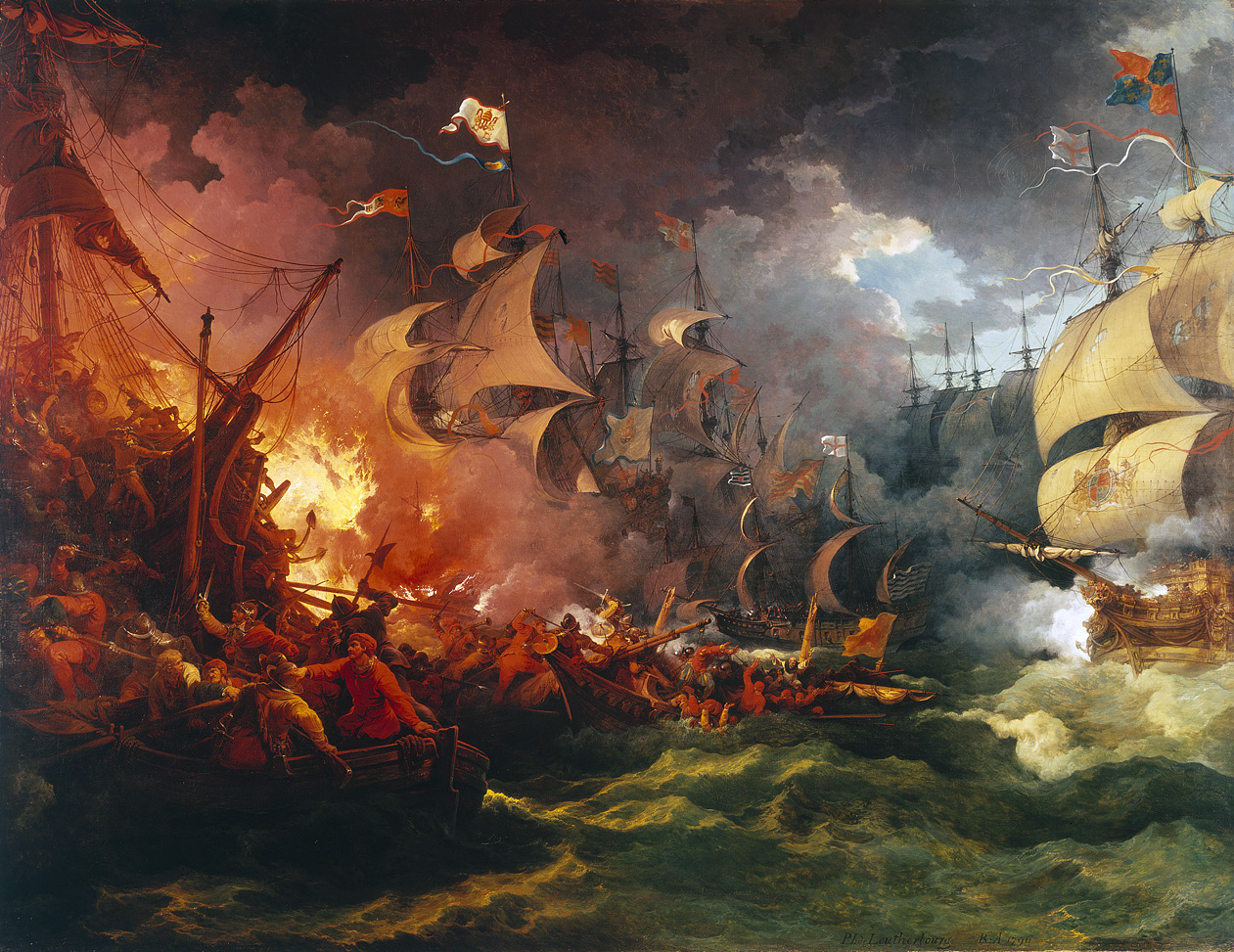
Philippe-Jacques de Loutherbourg, la sconfitta dell'Invincible Armada, 1796

La prima riforma e la maggior espansione della Navy Royal, come era a quel tempo chiamata, si ebbe nel XVI secolo nel corso del regno di Enrico VIII. In questo periodo vennero creati un segretariato alla marina, appositi cantieri navali e un piccolo numero di navi specificamente da guerra. Le unità più famose di questo periodo furono la Henri Grâce à Dieu e Mary Rose, che impegnarono la marina francese nella battaglia del Solent nel 1545. Al momento della morte di Enrico avvenuta nel 1547, la sua flotta s'era accresciuta fino a 58 vascelli.
Durante il regno di Elisabetta I, la Navy Royal, affiancata da navi di proprietà privata, razziava abitualmente le rotte commerciali e le colonie spagnole e i galeoni (v. Sea Dogs). Nel 1588 l'Impero spagnolo, a quel tempo la più grande potenza d'Europa, minacciò di invadere l'Inghilterra e l'Invencible Armada spagnola fece vela per rafforzare il dominio della Spagna sul canale della Manica e trasportare truppe dai Paesi Bassi spagnoli in Inghilterra, con lo scopo finale di deporre Elisabetta I e di riportare il Cattolicesimo in Inghilterra. Tuttavia l'Armada fallì, per una combinazione di vittoriosi ripetuti attacchi condotti dalla Royal Navy inglese, tempo pessimo e una rivolta dei territori olandesi di fronte alla Manica, sudditi dell'Impero spagnolo.
La disfatta dell'Armada costituisce la prima grande vittoria inglese sul mare. Nonostante la spedizione al comando di Francis Drake e John Norreys del 1589 avesse visto mutare l'andamento della guerra a sfavore della Royal Navy, l'Inghilterra continuò ad effettuare incursioni contro i porti e il naviglio spagnolo che attraversava l'Oceano Atlantico durante il regno di Elisabetta I, pur soffrendo una serie di rovesci nel confronto con una marina spagnola ampiamente riformata.

### 1692-1815
Una forza navale permanente non nacque fino alla metà del XVII secolo quando la flotta reale venne posta sotto il controllo del Parlamento inglese in seguito della sconfitta di Carlo I durante la guerra civile inglese. Questa seconda riforma della marina venne portata a termine dal General-at-Sea (equivalente al grado di ammiraglio) Robert Blake durante il periodo repubblicano di Oliver Cromwell. La costituzione della Royal Navy creò una situazione di contrasto con le forze militari di terra che erano state create attraverso molteplici discussioni che vedevano contrapposte le forze parlamentari aderenti alla causa realista e a quella anti-realista.
Nonostante le sconfitte subite durante la seconda e la terza guerra anglo-olandese (1665-1667 e 1672-1674), la Royal Navy si apprestò a divenire, tra il 1692 e il 1943, la più potente marina militare al mondo (la marina olandese venne posta sotto il comando della Royal Navy per ordine di Guglielmo III in seguito alla deposizione del re Giacomo II durante la Gloriosa rivoluzione), con un riconosciuto dominio incontrastato degli oceani tra il 1805 e il 1914 che portò a dire: "L'Inghilterra domina le onde".

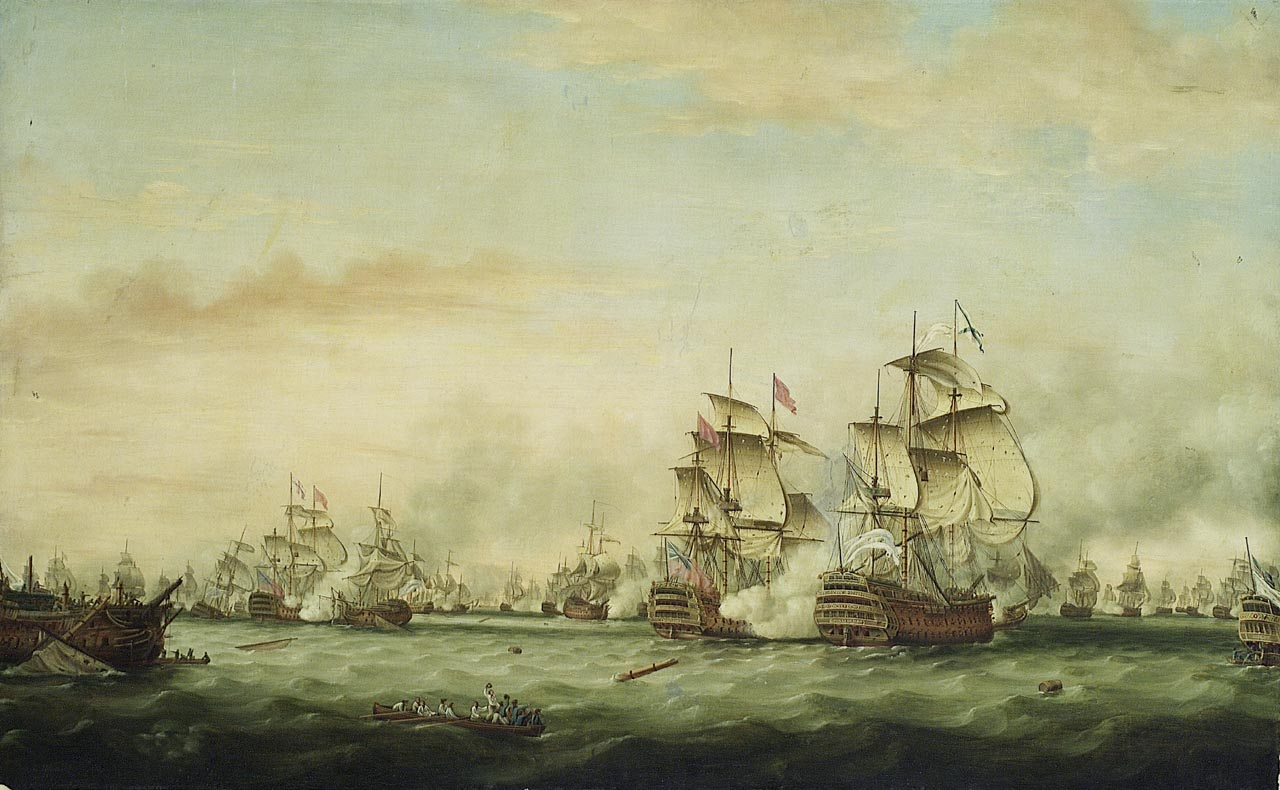
La battaglia delle Saintes; la grande vittoria dell'ammiraglio George Rodney al termine della guerra d'America

Il suo apporto fu fondamentale per le vittorie coloniali durante la guerra dei sette anni, nella quale batté in diverse occasioni la flotta francese prima e quella spagnola poi. Fu invece in difficoltà durante la guerra d'America e subì alcune sconfitte contro le squadre navali francesi che parvero mettere in pericolo il suo predomino; grave fu in particolare la sconfitta nella battaglia di Chesapeake nel 1781. Al termine della guerra tuttavia l'ammiraglio George Brydges Rodney vinse la battaglia delle Saintes (12 aprile 1782), infliggendo gravi perdite alla flotta francese e ristabilendo il predominio britannico.
Durante le guerre rivoluzionarie francesi e le guerre napoleoniche la Royal Navy fu in grado di prevalere su tutte le potenze ostili, come durante la battaglia di Trafalgar, nel 1805, quando una flotta combinata francese e spagnola venne decisamente battuta dalla più esperta flotta britannica al comando dell'ammiraglio Horatio Nelson.

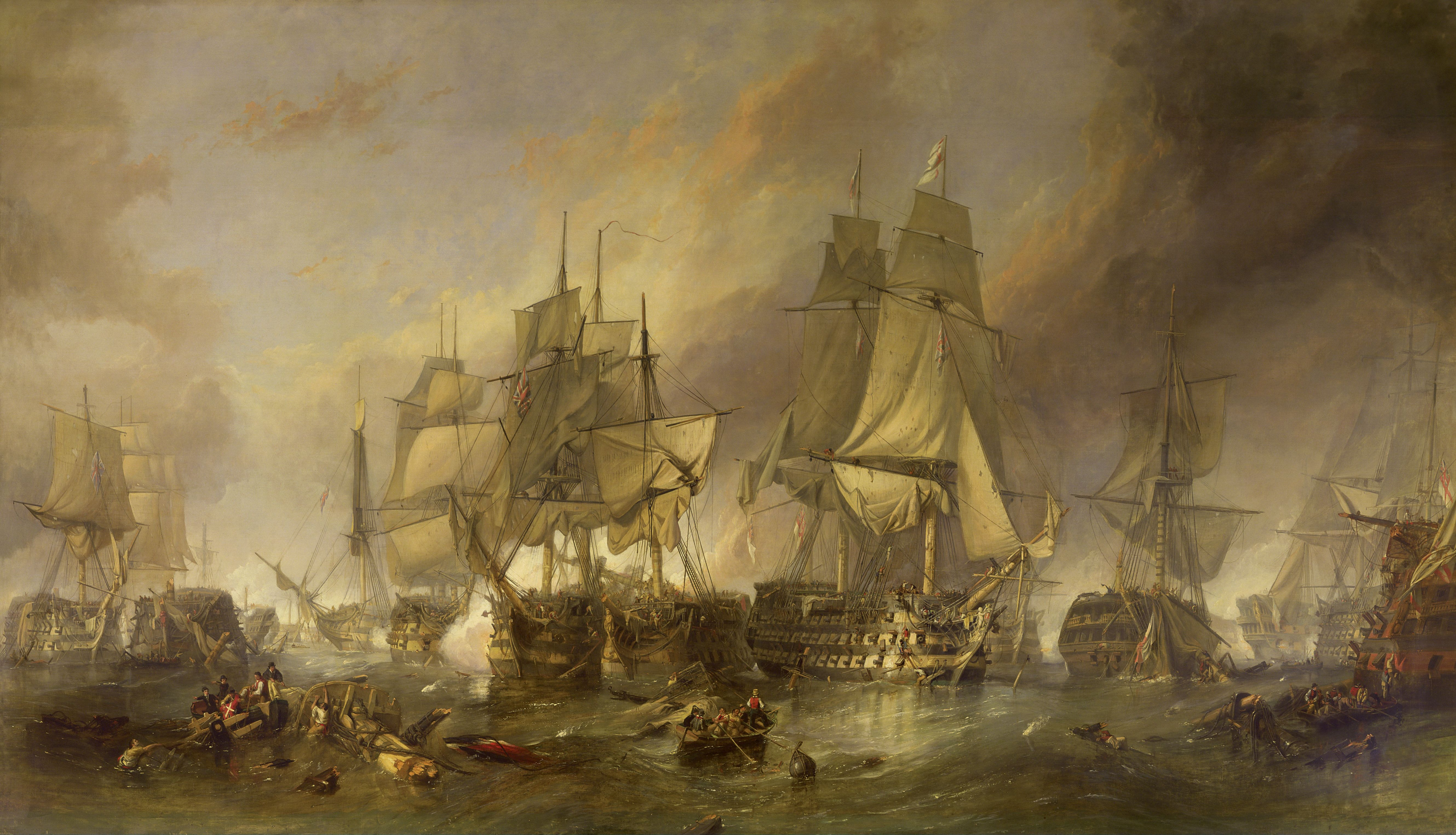
La battaglia di Trafalgar, l'ultima vittoria dell'ammiraglio Horatio Nelson.

La battaglia di Trafalgar consolidò ulteriormente il vantaggio britannico nei confronti delle altre potenze marittime europee. Concentrando proprie risorse militari nella marina, la Gran Bretagna aveva la possibilità di difendersi, di proiettare la propria influenza attraverso gli oceani ed, inoltre, di bloccare le rotte di traffico marittime di eventuali rivali. Per questo la Gran Bretagna ebbe la possibilità di mantenere un esercito professionale relativamente piccolo e molto mobile che poteva essere trasportato dove necessario attraverso i mari e poteva essere supportato dalla marina per le operazioni di bombardamento, movimento, rifornimento e rafforzamento. Nel contempo i nemici rischiavano di trovare le loro linee di rifornimento marittime bloccate, come successe all'armata napoleonica in Egitto. Le altre potenze europee si videro costrette a suddividere le proprie risorse tra il mantenimento di grandi forze navali e notevoli forze terrestri e fortificazioni intese a difendere le proprie frontiere. In ultimo il dominio dei mari permise alla Gran Bretagna di costruire rapidamente il proprio impero, specialmente nel periodo compreso tra la Guerra dei sette anni (1756-1763) e tutto il XIX secolo, permettendo enormi vantaggi militari, politici e commerciali alla nazione inglese.
È interessante notare che diversamente dalla marina francese pre-rivoluzionaria i posti di comando più importanti della Royal Navy furono aperti a tutti coloro che avessero mostrato sufficiente talento e determinazione. Questo aumentò grandemente il numero di persone di capacità disponibili per questi ruoli, pur con un pregiudizio per le classi superiori. Inoltre la destituzione degli ufficiali aristocratici dalla marina francese durante la Rivoluzione causarono la perdita della maggior parte dei più capaci comandanti, aumentando ulteriormente il vantaggio della Royal Navy.

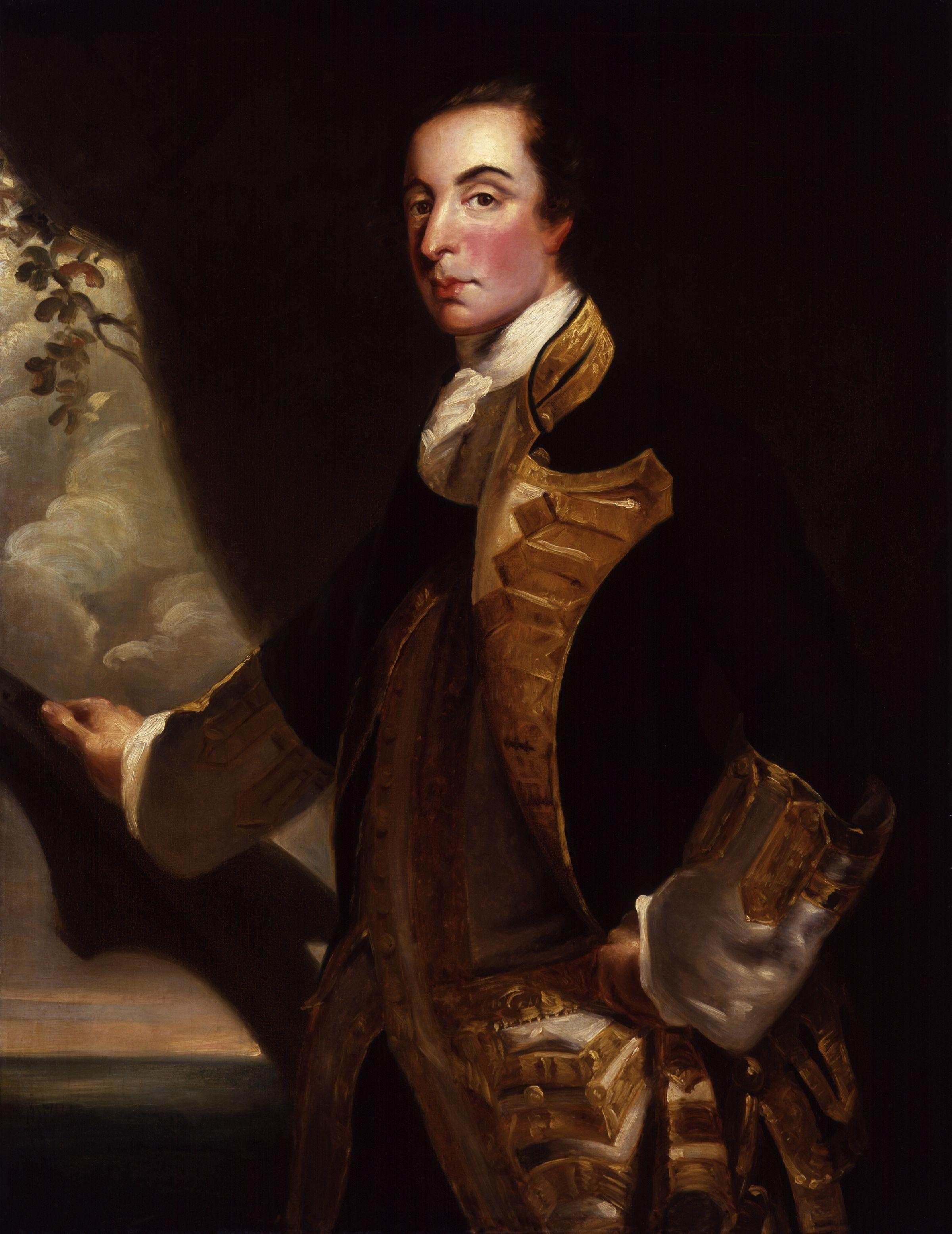
L'ammiraglio George Brydges Rodney.

A dispetto dei successi militari della Royal Navy in questo periodo le condizioni di servizio per i marinai comuni, incluso il fatto che gli stipendi non avevano conosciuto aumenti in un secolo e venivano saldati in ritardo, il mantenimento in servizio per anni di un gran numero di navi che talvolta non prendevano neppure il mare sullo sfondo di un servizio dalla disciplina ferrea sfociarono negli ammutinamenti di Spithead e Nore del 1797 quando gli equipaggi delle flottiglie di stanza a Spithead e Nore rifiutarono di obbedire agli ordini dei propri ufficiali e alcuni comandanti furono lasciati a terra. Le conseguenze di questa breve "Repubblica galleggiante" fu a Spithead la promessa di un miglioramento delle condizioni mentre a Nore si risolse con l'impiccagione di 29 ammutinati.

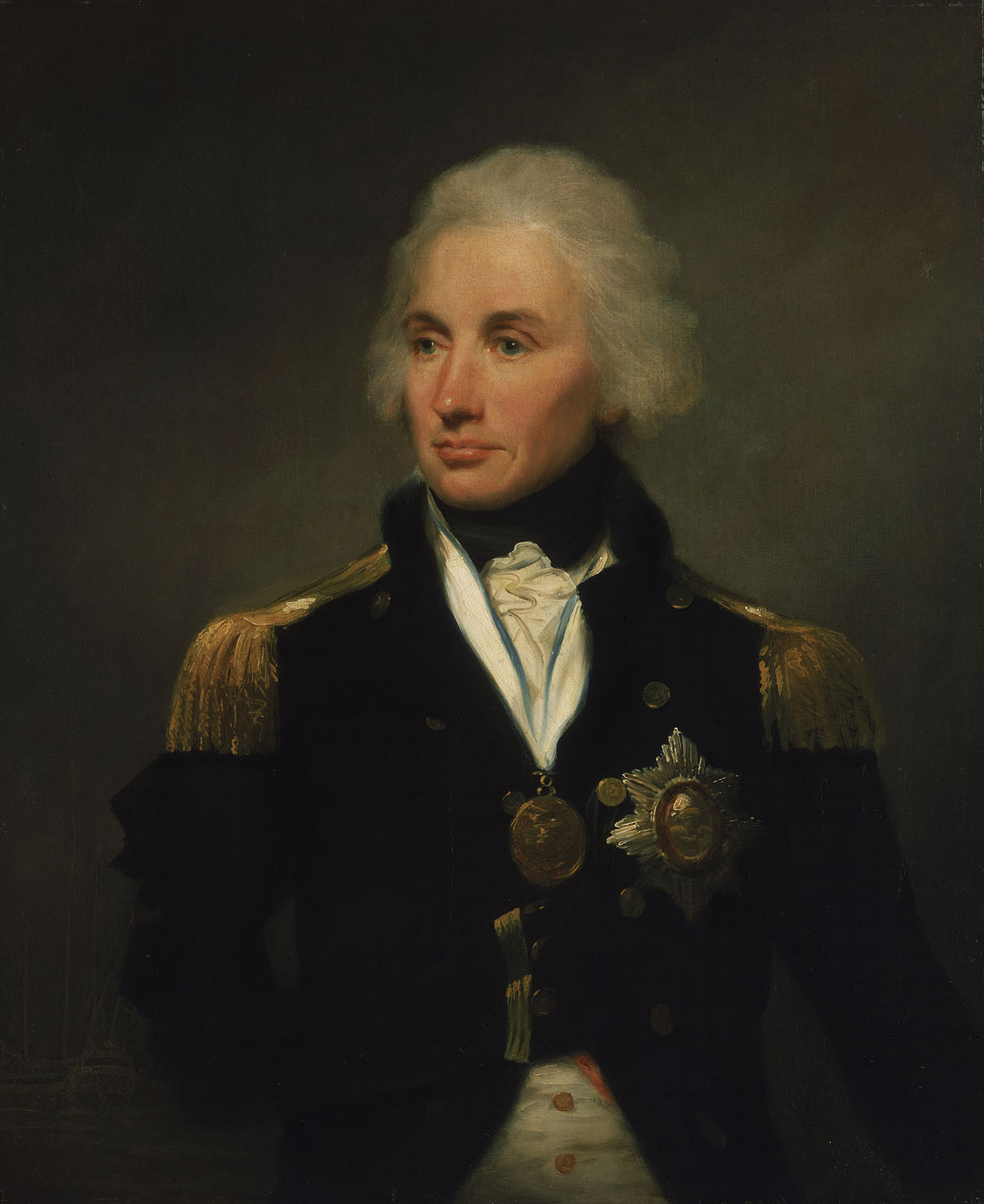
L'ammiraglio Horatio Nelson.

Napoleone agì per contrastare la supremazia marittima e la potenza economica britannica più direttamente chiudendo i porti europei al commercio inglese. Inoltre organizzò numerosi corsari che operavano dai territori francesi delle Indie Orientali mettendo sotto pressione il naviglio mercantile britannico nell'emisfero occidentale. La Royal Navy venne anche impegnata duramente nelle acque europee in modo da impedirle di impegnare forze contro i corsari. I suoi grandi vascelli non erano in ogni caso adatte allo scopo di cacciare le agili navi dei corsari, che operavano individualmente o in piccole flotte disperse. La Royal Navy reagì commissionando piccole navi da guerra tipo bermuda. Le prime tre ordinate dai costruttori, la Dasher, Driver e Hunter erano ognuna corvette da 200 t armate con dodici carronate da 24 libbre. Molte navi di questo tipo vennero ordinate o recuperate dal commercio, utilizzandole principalmente come anti-vedetta. La più famosa fu la Pickle, un ex mercantile delle Bermude che portò la notizia della vittoria di Trafalgar.
In quest'epoca le altre minacce alla supremazia marittima britannica furono gli Stati Uniti d'America. Il legno americano era stata una giustificazione economica primaria per la colonizzazione britannica nell'America del Nord. L'abbondanza di legname fu uno dei fattori che permise l'ascesa del potere economico britannico e nel 1776 i vascelli americani costituivano una parte significativa della flotta mercantile britannica. Successivamente alla rivoluzione americana questi entrarono in competizione con la flotta britannica sfruttando la neutralità statunitense nella guerra franco-britannica. Le navi militari e mercantili statunitensi inoltre assumevano i marinai della Royal Navy che erano ansiosi di sfuggire alle dure condizioni del loro servizio. La mancanza cronica di marinai addestrati spinse la Royal Navy ad insistere sul diritto di fermare i vascelli statunitensi per cercare disertori britannici.
Il Regno Unito iniziò a contrastare la perdita del legname americano sviluppando le industrie navali e boschive canadesi. Gli americani infuriati dalle ispezioni britanniche a bordo dei propri vascelli, desiderosi di rimuovere le restrizioni britanniche sul commercio e ansiosi di annettersi il Canada (chiudendo pertanto l'accesso britannico al legname) dichiararono guerra al Regno Unito nel 1812.
Per quest'epoca la Royal Navy aveva iniziato la costruzione di una base navale e di un cantiere nelle Bermude, che era diventata la base invernale dell'Ammiragliato (precedentemente situata in Terranova). La Royal Navy aveva iniziato lo sviluppo di impianti nelle Bermude dopo che la rivoluzione americana l'aveva privata della maggior parte delle sue basi nell'America del Nord. Con il tempo le Bermude divennero il quartier generale per le operazioni della Royal Navy nelle acque del Nord America e delle Indie Occidentali. Durante la guerra del 1812 il blocco navale imposto dalla Royal Navy ai porti atlantici americani venne organizzato dalle Bermude. Il blocco mantenne intrappolate nei porti la maggior parte della marina americana. La Royal Navy occupò anche delle isole costiere incoraggiando gli schiavi americani a ribellarsi a loro favore, unità dei Royal Marines vennero formate con questi schiavi liberati. Dopo la vittoria britannica nella guerra peninsulare parte della divisione leggera del Duca di Wellington venne liberata per essere usata nel nord America. Una forza principale di 2.500 uomini al comando del major general Robert Ross e composta dal 4º. 21º, 44º e 85º reggimento, con elementi del genio e dell'artiglieria venne inviata nelle Bermude nel 1815 a bordo di una task force della Royal Navy composta dalla Royal Oak, tre fregate, tre corvette e dieci altre vascelli. Mediante l'uso di questa forza combinata vennero lanciati raid contro le coste del Maryland e della Virginia, con lo scopo di attrarre le forze statunitensi lontane dai confini canadesi. Comunque in seguito alle atrocità americane del Lago Erie sir George Prevost richiese una spedizione punitiva che avrebbe dovuto "trattenere il nemico dal ripetere simili oltraggi". Le forze britanniche arrivarono al fiume Patuxent il 17 agosto sbarcando i soldati entro 70 km da Washington. Guidati dal rear admiral George Cockburn la forza riuscì a scacciare il governo USA fuori dalla capitale. Nonostante Ross si ritraesse all'idea di incendiare la città, Cockburn diede ordine di incendiarla. La residenza presidenziale venne così carbonizzata che fu necessario imbiancarla, dando così origine al nome di Casa Bianca.
In mare la Royal Navy soffrì delle umilianti sconfitte per mano della relativamente giovane marina degli stati uniti. Tra i vascelli catturati della Royal Navy ci furono tra l'altro la Macedonian, Penguin, Guerriere, Boxer; la Java e la Peacock vennero distrutte; la fregata HMS Belvidera (36) ingaggiò in combattimento la USS Consitution (44) con esito incerto, visti i resoconti delle due parti; la HMS Shannon (38) sconfisse la USS Chesapeake (38) in un combattimento accanito che costò tra l'altro la vita al capitano della Chesapeake, James Lawrence, già comandante della USS Hornet vittoriosa contro la HMS Peacock. Le fregate statunitensi erano strutturalmente superiori e meglio gestite da equipaggi di volontari. In conseguenza di ciò a metà della guerra l'ammiragliato britannico venne forzato ad ordinare di non ingaggiare scontri uno a uno contro le fregate statunitensi. Inoltre la Royal Navy non riuscì a proteggere adeguatamente i mercantili britannici dai corsari americani, e 866 navi e vascelli mercantili andarono persi.
Dal 1793 al 1815 la Royal Navy perse 344 vascelli per cause non legate al combattimento: 75 colate a picco, 254 naufragate e 15 per incendi o esplosioni accidentali. Perse inoltre 103 660 marinai: 84 440 per malattie e incidenti, 12 680 in naufragi o affondamenti, 6.540 a causa di azioni nemiche.

### 1815-1914
Tra il 1815 ed il 1914 la Royal Navy non venne impiegata in nessuna azione di larga scala, vista la sua decisa supremazia rispetto alle altre marine militari del mondo. In questo periodo ogni aspetto della guerra navale subì enormi trasformazioni, dovute all'introduzione della propulsione a vapore, delle navi con scafo in ferro e dei proiettili esplosivi. Nonostante la necessità tecnologica di sostituire tutte le navi in servizio, la Royal Navy riuscì a mantenere un netto vantaggio rispetto a ogni potenziale avversario.

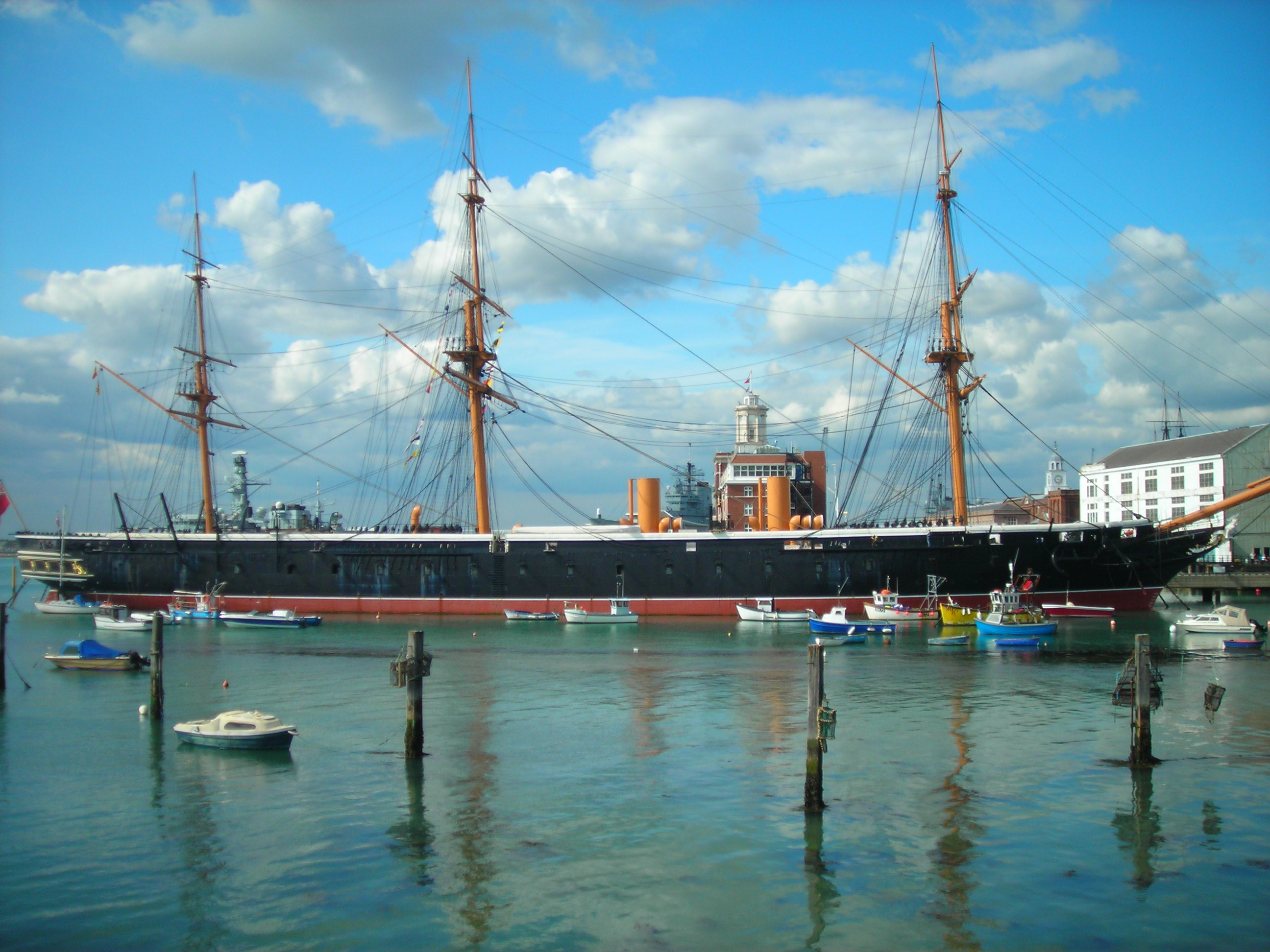
La HMS Warrior, prima nave corazzata con lo scafo interamente in ferro

La posizione avanzata della Gran Bretagna nella prima rivoluzione industriale comportò anche un netto vantaggio nell'industria cantieristica e nella quantità di risorse finanziarie utilizzabili per il mantenimento della supremazia navale. Nel 1889 il Parlamento votò il Naval Defence Act, che adottò formalmente il "two-power standard", in base al quale era previsto che la Royal Navy mantenesse in servizio un numero di navi da guerra perlomeno uguale alla forza combinata delle due marine militari in seconda e terza posizione nel mondo.
Un compito non strettamente militare della flotta fu quello di effettuare una mappatura del mondo compiendo accurati rilievi delle linee di costa; ancora oggi le carte dell'Ammiragliato vengono costantemente aggiornate dalla Royal Navy. Inoltre i vascelli della Royal Navy impegnati in queste missioni di rilevamento ebbero un importante ruolo scientifico. Durante uno di questi viaggi Charles Darwin viaggiò intorno al mondo a bordo della HMS Beagle facendo osservazioni scientifiche che posero le basi per lo sviluppo della sua Teoria dell'evoluzione.
La vita nella Royal Navy dell'epoca sarebbe considerata dura per gli standard odierni, la disciplina era severa e la fustigazione veniva usata fino al 1879 per far rispettare gli Articles of War. La legge permetteva alla marina di usare l'impopolare pratica dell'arruolamento forzato, mediante la quale i marinai venivano obbligati a servire nella marina nei periodi di scarsità di arruolati, solitamente in tempo di guerra. Questa pratica raggiunse il suo culmine nel XVIII - inizio XIX secolo ma venne abbandonata alla fine delle Guerre napoleoniche, a causa di un ridimensionamento della flotta.
La prima azione che vide la Royal Navy impiegata in questo periodi fu il bombardamento di Algeri da parte di una flotta combinata Anglo-Olandese agli ordini di Lord Exmouth. Lo scopo era di costringere lo stato barbaresco di Algeri a liberare schiavi cristiani e a interrompere la pratica di ridurre in schiavitù europei. Durante la guerra d'indipendenza greca, le marine militari di Gran Bretagna, Francia e Russia sconfissero la flotta ottomana nella battaglia di Navarino, ultimo scontro di una certa importanza combattuto da navi a vela. Nello stesso periodo la Royal Navy venne impiegata nel Mar cinese meridionale con compiti anti pirateria.
Tra il 1807 ed il 1865 mantenne inoltre un blocco dell'Africa per combattere il commercio di schiavi, reso illegale dallo Slave Trade Act del 1807. Il successivo conflitto che vide impiegata la Royal Navy fu la guerra di Crimea, seguita da una lunga serie di conflitti minori di tipo imperialistico che ebbero luogo in varie zone dell'Africa e dell'Asia, tra cui le guerre dell'oppio. Il 27 agosto 1896 prese parte alla Guerra anglo-zanzibariana, comunemente definita la più breve guerra della storia.
La fine del XIX secolo vide un nuovo periodo di rapidi cambiamenti tecnologici e strutturali, avviati dal First Sea Lord John Fisher, che radiò dal servizio un gran numero di unità ritenute obsolete, creando quindi le condizioni per la costruzione di una nuova generazione di navi. Partecipò allo sviluppo della nuova HMS Dreadnought, le cui caratteristiche tecniche resero immediatamente obsolete tutte le navi da battaglia esistenti. A differenza delle innovazioni di quasi un secolo prima, la seconda rivoluzione industriale fu l'occasione utilizzata da altre potenze di portare una sfida diretta alla supremazia navale britannica. La Germania superato in questo periodo il Regno Unito in quanto a sviluppo economico e industriale, tentò di sorpassare la Royal Navy per numero di navi da battaglia costruite. La corsa agli armamenti che seguì vide la vittoria finale britannica, ma per la prima volta dal 1805 tornò ad esistere una marina militare sufficientemente potente da sfidare la Royal Navy in battaglia.

### 1914-1945
Durante le due guerre mondiali la Royal Navy giocò un ruolo vitale nel proteggere le importazioni nel Regno Unito di cibo, armi e materie prime, e nello sconfiggere le tattiche tedesche di guerra sottomarina, nella prima e seconda battaglia dell'Atlantico. Durante la prima guerra mondiale la maggior parte della Royal Navy venne inquadrata nella Grand Fleet, pronta ad affrontare un'eventuale sortita della Hochseeflotte (Flotta d'alto mare) tedesca. Le due forze si scontrarono in una serie di episodi minori culminati nella battaglia dello Jutland del 1916. I risultati di questi scontri misero in risalto una serie di carenze nella progettazione delle navi da battaglia britanniche, che privilegiavano velocità e potenza di fuoco in opposizione alla robustezza e corazzatura delle navi tedesche. Venne anche alla luce l'inadeguatezza dell'industria delle munizioni. Nonostante questi problemi, la superiorità numerica e la maggiore esperienza navale riuscirono a bloccare ogni azione tedesca, forzando la Hochseeflotte all'immobilità in porto.

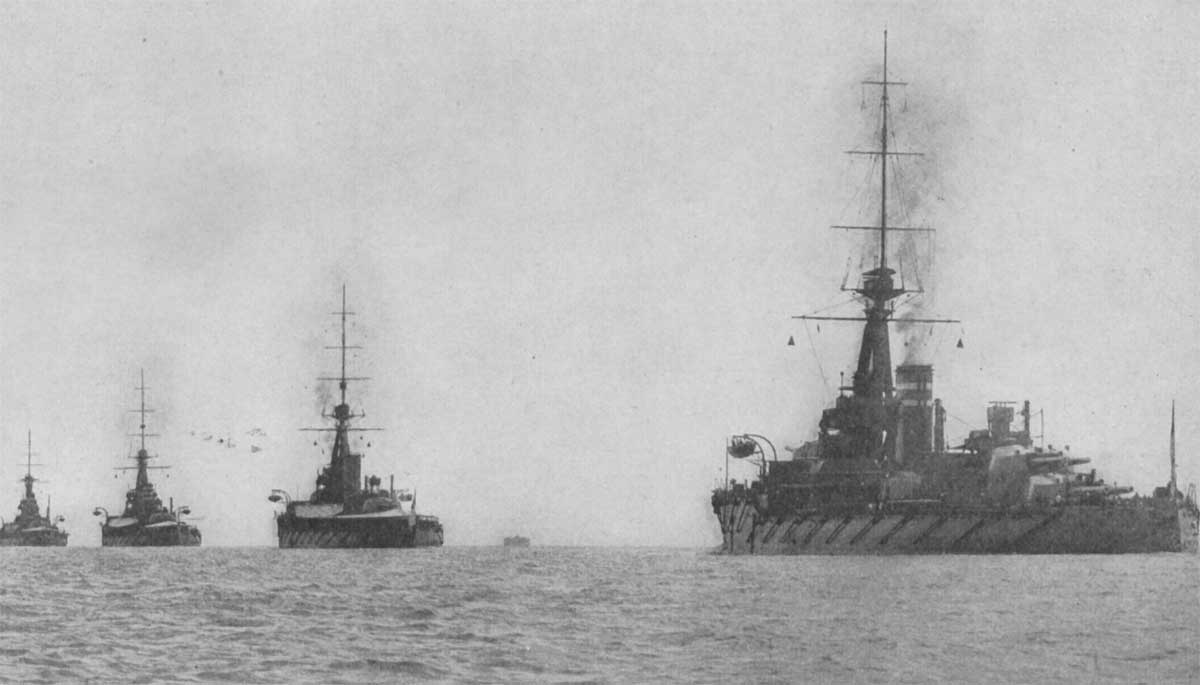
Il Secondo Battle Squadron della Grand Fleet

Al di fuori dei mari europei, la Royal Navy venne impiegata nella caccia alle navi corsare tedesche e negli scontri
di Coronel e delle Isole Falkland. Durante la campagna dei Dardanelli del 1915 contro l'Impero Ottomano subì numerose perdite (principalmente obsolete navi da battaglia policalibro) durante il fallito tentativo di aprire un varco nei campi minati nemici e di ridurre al silenzio le batterie costiere a difesa degli stretti.
Allo scoppio del primo conflitto mondiale, il Regno Unito mise immediatamente in atto un blocco navale della Germania. Il "Northern Patrol" chiuse l'accesso al Mare del Nord, mentre il "Dover Patrol" bloccò il canale della Manica. Grandi sforzi vennero fatti per minare il Mare del Nord. Il risultato fu di impedire l'accesso di navi mercantili battenti bandiera neutrale nei porti tedeschi. Il blocco venne revocato solamente otto mesi dopo la fine del conflitto, venendo mantenuto anche dopo la fine ufficiale delle ostilità per costringere la Germania a firmare il Trattato di Versailles.

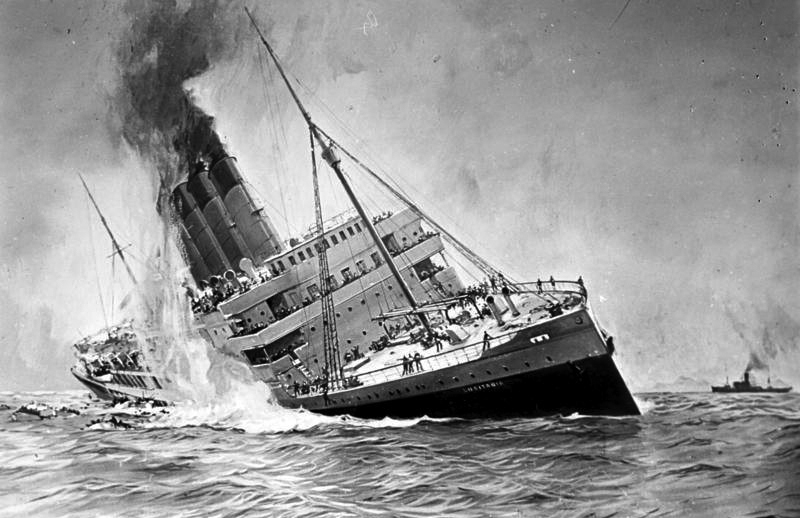
L'U-20 affonda la Lusitania in un dipinto d'epoca

La minaccia più seria affrontata dalla Royal Navy durante il conflitto fu la guerra sottomarina condotta dagli U-Boot tedeschi contro le navi mercantili dirette in Gran Bretagna. Per la prima parte del conflitto la campagna sottomarina tedesca era limitata da una serie di regole che richiedevano di avvisare la nave mercantile per dare modo all'equipaggio di abbandonare la nave. Nel 1915 i tedeschi smisero di seguire queste restrizioni iniziando ad affondare a vista i mercantili, tornando poi sui loro passi a causa di una forte reazione dei paesi neutrali. Nel 1917 gli attacchi indiscriminati ebbero di nuovo inizio, con l'evidente scopo di costringere il Regno Unito alla resa per mancanza di viveri e materie prime. La risposta della marina militare a questa minaccia fu inizialmente inadeguata, a causa del rifiuto di applicare alle navi mercantili il sistema dei convogli, già impiegato con successo per la scorta alle navi di trasporto truppe. Dopo l'introduzione generalizzata dei convogli, la minaccia sottomarina venne grandemente ridotta.
Tra le due guerre la Royal Navy vide diminuire di molto la sua grandezza. I trattati navali di Washington e Londra, firmati dalle principali potenze navali per evitare una nuova corsa alle armi, costrinsero alla demolizione di navi da battaglia e introdussero limiti alle nuove costruzioni. Nel 1932 la flotta venne scossa dall'ammutinamento di Invergordon, scoppiato in seguito alla proposta di tagliare del 25% gli stipendi dei marinai. Dopo i disordini il taglio venne limitato al 10%. Dalla metà degli anni trenta la situazione internazionale iniziò a peggiorare e il secondo trattato navale di Londra del 1935 non riuscì a fermare una nuova corsa alla costruzione di navi da guerra. Dal 1938 i limiti imposti dai trattati vennero ignorati da tutte le maggiori potenze. La Royal Navy aveva a questo punto iniziato un nuovo programma di costruzione di navi maggiori, in alcuni casi ancora tenendo conto almeno in parte delle limitazioni internazionali. Queste scelte portarono alla costruzione di navi da battaglia scarsamente armate, ma anche alla nascita delle prime portaerei della flotta. In aggiunta alle nuove costruzioni, un buon numero di navi già in servizio vennero modernizzate, con l'aggiunta di ulteriori corazzature e di un più moderno armamento antiaereo. Nel frattempo vennero sviluppate nuove tecnologie, tra cui l'ASDIC, sistemi di puntamento e idrofoni.
La Royal Navy aveva perso il controllo dell'aviazione navale con la nascita della Royal Air Force nel 1918 dai precedenti Royal Flying Corps e Royal Naval Air Service. Nel 1937 invece il controllo degli aerei imbarcati tornò alla marina con il passaggio del Fleet Air Arm di nuovo sotto il controllo navale. In questo periodo iniziò a diventare evidente il ritardo accumulato dalla marina britannica in questo campo, soprattutto rispetto alla US Navy e alla Marina imperiale giapponese.
Allo scoppio della seconda guerra mondiale, nel 1939, la Royal Navy era ancora la più grande marina militare del mondo, con in servizio una flotta di 15 navi da battaglia e incrociatori da battaglia più cinque in costruzione, sette portaerei, 66 incrociatori più 23 in costruzione, 184 cacciatorpediniere (52 in costruzione), 45 navi di scorta e pattuglia (9 in costruzione e 1 in ordine) e 60 sommergibili (9 in costruzione). Nelle fasi iniziali del conflitto la copertura navale fu fondamentale durante l'evacuazione delle truppe di terra da Dunkerque (operazione Dinamo). La notte di Taranto, l'attacco aereo contro la flotta italiana ormeggiata portato da aerei della Mediterranean Fleet, segnò il primo attacco aeronavale della storia.

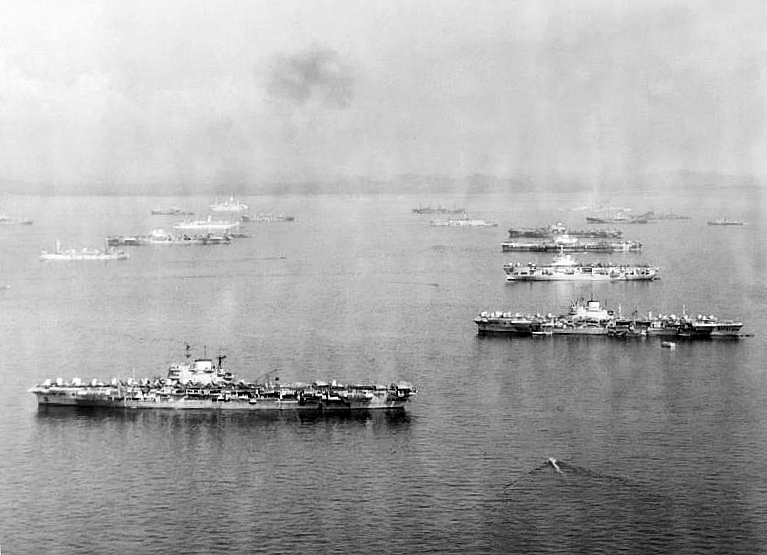
Portaerei della British Pacific Fleet nel 1945

La Royal Navy soffrì un alto numero di perdite nei primi mesi di guerra, tra cui le portaerei Courageous e Glorious e l'incrociatore da battaglia Hood, affondate da forze tedesche e la Hermes, Repulse e Prince of Wales, affondate dai giapponesi. Queste ultime perdite furono un durissimo colpo alla posizione britannica in Estremo Oriente e costrinsero le unità rimaste della Royal Navy a ritirarsi prima in India e successivamente in Kenya, abbandonando al proprio destino le colonie orientali e la base di Singapore. Tra i successi vi furono la vittoria nella battaglia del Río de la Plata del 1939 e l'affondamento della Bismarck, che significarono la quasi totale distruzione della flotta di superficie tedesca. Cruciale per la sopravvivenza stessa della Gran Bretagna e dell'impero fu la battaglia dell'Atlantico, portata dagli U-Boot tedeschi contro i convogli di rifornimento diretti nei porti britannici. I miglioramenti tecnologici nel campo della guerra sottomarina raggiunti tra le due guerre, uniti a nuove tattiche messe in atto dai comandanti tedeschi, portarono ad una drammatica crescita delle perdite tra le navi mercantili, mettendo a rischio la continuità dello sforzo bellico britannico.
La Royal Navy fu anche vitale per controllare le rotte marine che univano alla madrepatria le forze britanniche impegnate in combattimento nelle più remote parti del mondo, come in Nord Africa, nel mare Mediterraneo, e nell'Estremo Oriente. La supremazia navale fu vitale per le operazioni anfibie iniziate con il passaggio all'offensiva seguito all'ingresso degli Stati Uniti nel conflitto, come le invasioni dell'Africa Nordoccidentale, della Sicilia (operazione Husky), dell'Italia, e della Normandia.
Dal 1944 la Royal Navy tornò in forze anche nel Pacifico, operando però in posizione nettamente subordinata rispetto alla US Navy.

### Dal dopoguerra ad oggi
Dopo la seconda guerra mondiale, il crescente potere degli Stati Uniti e il declino dell'Impero Britannico, unito alle difficili condizioni economiche in Gran Bretagna, ridussero il ruolo della Royal Navy. Tutte le navi in servizio da prima della guerra vennero radiate e vendute per essere demolite, mentre solo le unità più moderne e in migliori condizioni vennero mantenute in servizio operativo e ammodernate. Tuttavia la minaccia dell'Unione Sovietica e i perduranti interessi britannici in tutto il mondo crearono un nuovo ed importante ruolo per la marina. Questo nuovo ruolo della Royal Navy costrinse i vari governi britannici a bilanciare le capacità operative con le necessità di limitare le spese navali, spinte verso l'alto dal costo dei nuovi sistemi d'arma. La accentuata rivalità tra i diversi rami delle forze armate britanniche nella spartizione delle risorse fu una caratteristica di questo periodo. Venne comunque intrapreso un limitato programma di nuove costruzioni, tra cui le classi di portaerei Majestic, Centaur e Audacious, gli incrociatori classe Tiger e i cacciatorpediniere classe Daring.
Negli anni sessanta con l'aiuto degli Stati Uniti, venne varato il HMS Dreadnought, primo sottomarino nucleare britannico. La Royal Navy ricevette le sue prime armi nucleari con l'ingresso in servizio delle unità classe Resolution e dei missili UGM-27 Polaris
e successivamente divenne l'unico detentore del deterrente atomico inglese.
Negli anni sessanta la marina iniziò a progettare una nuova classe di tre portaerei da 60.000 t per rimpiazzare le unità obsolete. Il piano, denominato CVA-01, venne abbandonato nell'ambito del Libro Bianco della difesa del 1966, presentato dal nuovo governo a guida Labour entrato in carica a metà del decennio. Le portaerei esistenti vennero sottoposte a lavori di ammodernamento, due unità (la HMS Bulwark e la HMS Albion) vennero riconfigurate come "portaerei commando", mentre la HMS Victorious, la HMS Eagle e la Ark Royal vennero dotate di moderni radar, ponti di volo angolati e catapulte a vapore in grado di operare aerei a reazione. A partire dal 1965 iniziò il ritiro dal servizio di queste portaerei senza l'ingresso in servizio di nuove unità. All'inizio degli anni 80, solo la HMS Hermes era ancora operativa, essendo modificata per operare i Sea Harriers poco prima della guerra delle Falkland. In servizio rimanevano anche tre portaerei classe Invincible, con un tonnellaggio molto più ridotto.
Durante la guerra fredda, la Royal Navy venne riconfigurata in chiave antisottomarina con una forza di piccole fregate e cacciatorpediniere. Il suo compito era quello di ricercare e, se necessario, distruggere i sottomarini sovietici nell'Atlantico settentrionale. Questo ruolo era radicalmente diverso dalla capacità di operare globalmente propria della Royal Navy fino alla seconda guerra mondiale.

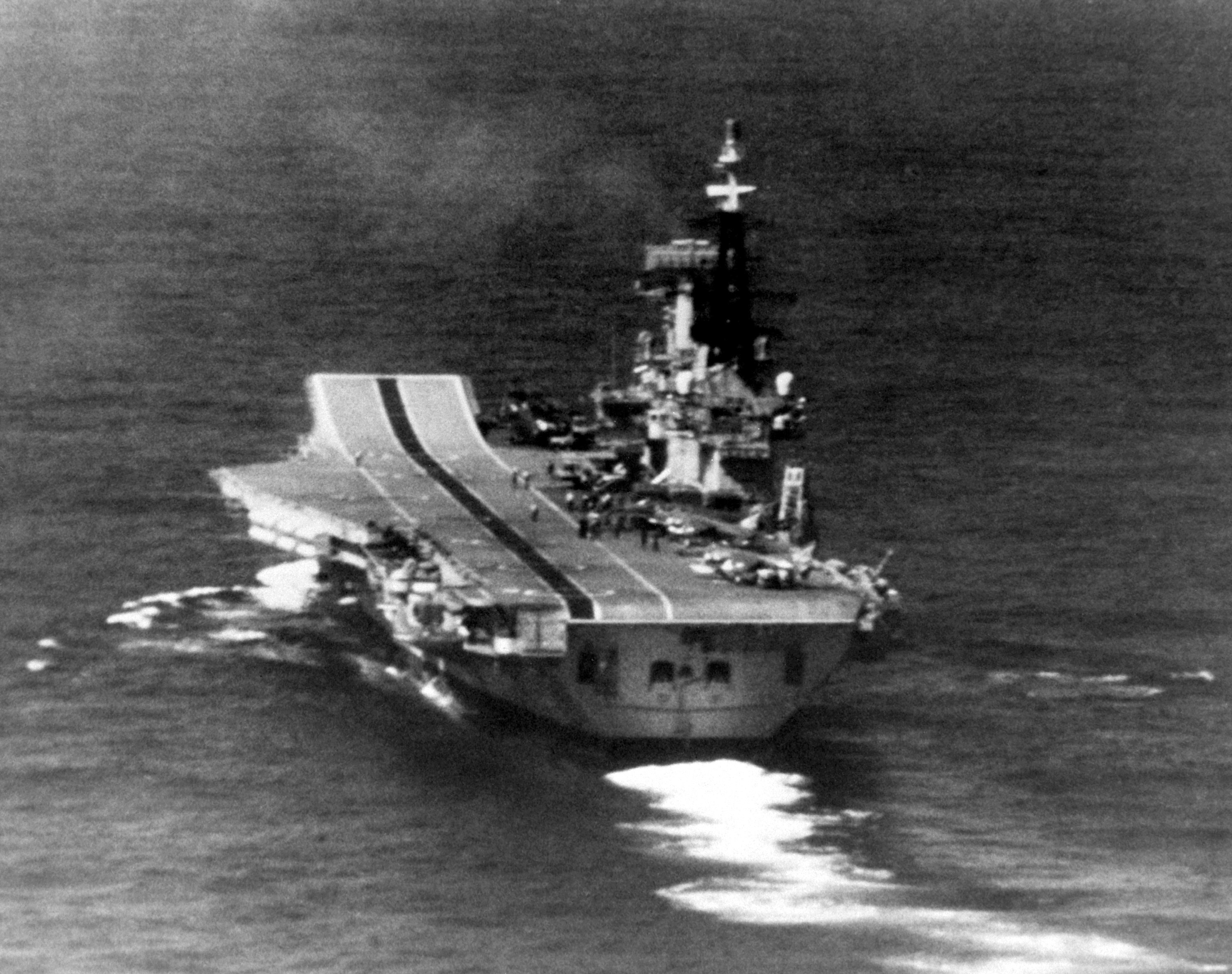
La HMS Hermes, Ammiraglia della Forza di spedizione britannica inviata per riconquistare le Isole Falkland.

La più importante operazione post-bellica condotta dalla sola Royal Navy fu quella condotta contro l'Argentina nel 1982 nella guerra delle Falkland. Nonostante la perdita di 4 unità navali (i due cacciatorpediniere Type 42 HMS Sheffield e HMS Coventry, e le due fregate Type 21 HMS Ardent e HMS Antelope), di due navi da sbarco logistiche e di un'unità civile, ed il danneggiamento più o meno grave di altre navi, la Royal Navy diede prova di essere ancora in grado di combattere a quasi 13.000 chilometri dalla madrepatria. Il Conqueror è al momento il solo sottomarino a propulsione nucleare (classe Churchill) ad avere ingaggiato una nave nemica con siluri, affondando il vetusto incrociatore argentino General Belgrano (varato nel marzo 1938). La guerra sottolineò inoltre l'importanza critica delle forze aeree e dei sottomarini, denunciando inoltre la dipendenza della Royal Navy del dopoguerra, per i propri servizi, dal naviglio mercantile affittato per l'occasione.

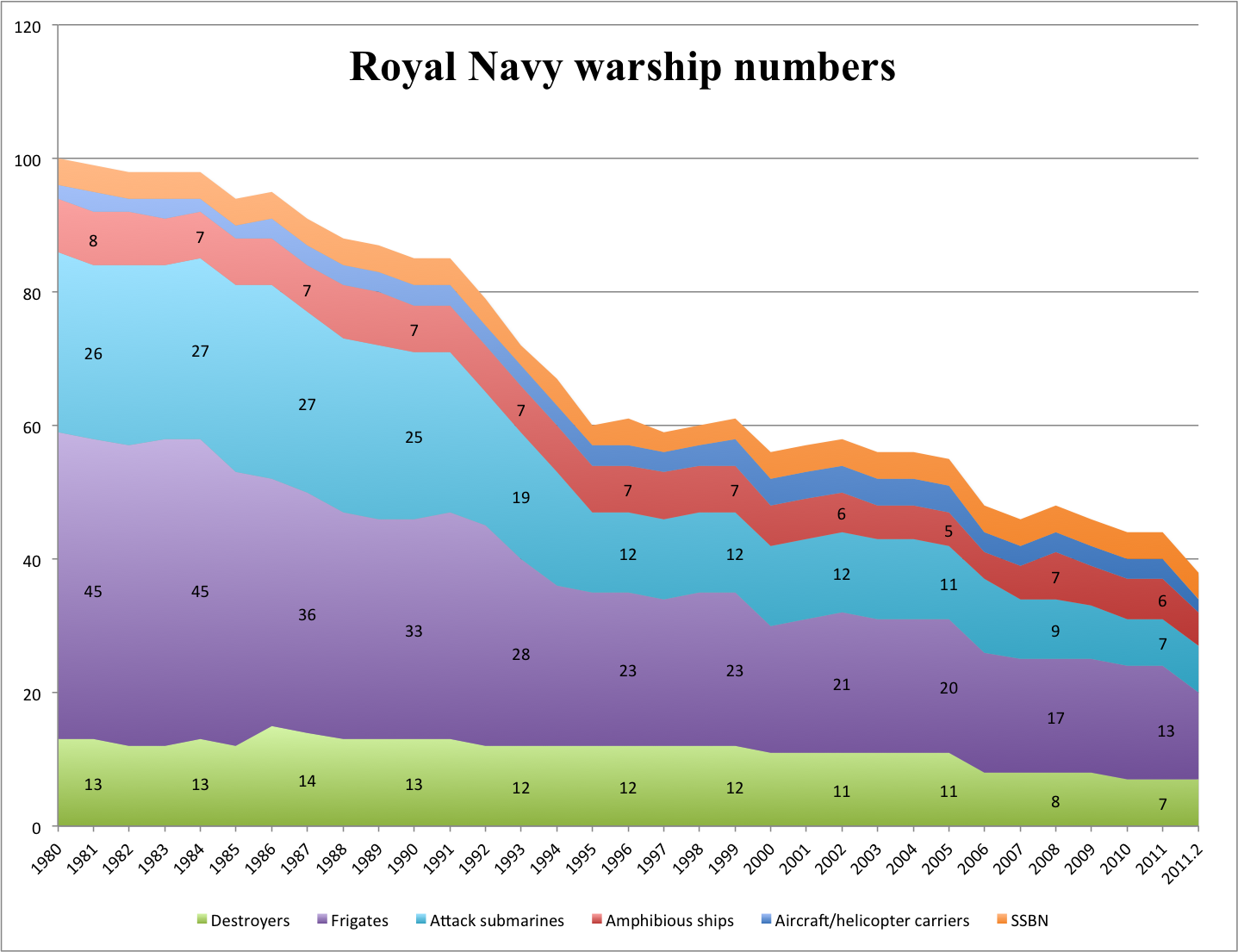
Il declino nel numero di navi della Royal Navy tra il 1980 e il 2011

Prima dello scoppio della guerra il Segretario per la Difesa John Nott aveva proposto una serie di tagli alla marina. Il conflitto fu quindi un motivo per abbandonare questi piani e dimostrò la necessità di dotare nuovamente la Royal Navy di capacità operative a largo raggio e di capacità anfibie. Durante la guerra e nel periodo immediatamente successivo la Hermes venne quindi mantenuta in servizio, mentre venne aumentato il numero di Sea Harriers in servizio con il Fleet Air Arm. Le nuove classi Type 42 di cacciatorpediniere e Type 21, Type 22 e Type 23 di fregate, che iniziarono a entrare in servizio dalla seconda metà degli anni 1970, le nuove navi da sbarco classe Albion e la HMS Ocean formarono successivamente il centro delle capacità anfibie della flotta. Le nuove unità contribuirono negli anni al rinnovamento della marina britannica, senza però invertire la tendenza alla diminuzione del numero di navi operative.
La Royal Navy ha partecipato inoltre alla prima guerra del golfo, alla guerra del Kosovo, all'invasione americana dell'Afghanistan, e alla seconda guerra del golfo, in cui le sue unità effettuarono bombardamenti d'appoggio in occasione dello sbarco dei Royal Marine sulla penisola di al-Fāw, nel sud-est dell'Iraq. Inoltre, durante il medesimo conflitto, i sottomarini Splendid e Turbulent lanciarono missili Tomahawk su bersagli localizzati in Iraq. È stata anche impiegata con compiti anti pirateria nel golfo Persico.

## La Royal Navy oggi

### Personale

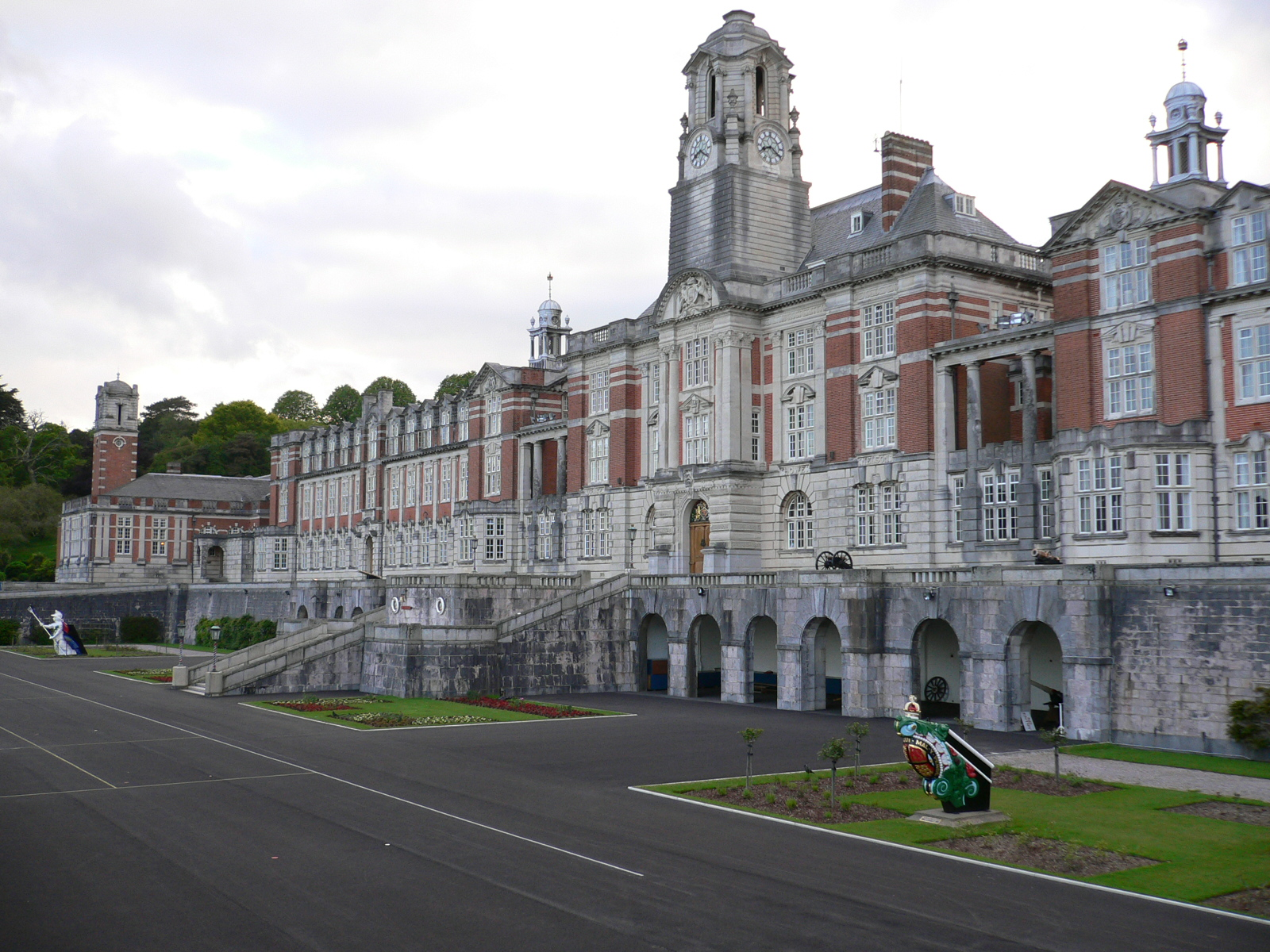
Il Britannia Royal Naval College di Dartmouth

La HMS Raleigh, a Torpoint, è la struttura incaricata di fornire l'addestramento di base a tutto il personale della Royal Navy. Il Britannia Royal Naval College di Dartmouth è la scuola di addestramento per allievi ufficiali. Il personale è suddiviso a seconda dei compiti in diversi rami, tra cui i Royal Naval Engineers, i medici e gli ufficiali logistici, precedentemente noti come Supply Officers. Attualmente esistono diversi tipi di divise per marinai e ufficiali, generalmente di colore blu o bianco.
Le donne furono ammesse per la prima volta in servizio nel 1917 con la creazione del Women's Royal Naval Service (WRNS), sciolto dopo la fine del primo conflitto mondiale. Una struttura simile venne ricostituita con lo stesso nome nel 1939, e rimase in attività fino al 1993, anno in cui le donne vennero integrate nelle esistenti strutture della marina. L'unica restrizione ancora in essere riguarda il divieto di servire nei Royal Marines (ma non nella banda).
Ad ottobre 2014, la Royal Navy impiegava 32900 persone compresi i volontari della riserva.

#### Gradi

##### Ufficiali
| Ufficiali della Royal Navy | Ufficiali della Royal Navy        | Ufficiali della Royal Navy        | Ufficiali della Royal Navy        | Ufficiali della Royal Navy        | Ufficiali della Royal Navy        | Ufficiali della Royal Navy          | Ufficiali della Royal Navy          | Ufficiali della Royal Navy          | Ufficiali della Royal Navy          | Ufficiali della Royal Navy          | Ufficiali della Royal Navy          | Ufficiali della Royal Navy        |
| Categoria | Flag officers ufficiali ammiragli | Flag officers ufficiali ammiragli | Flag officers ufficiali ammiragli | Flag officers ufficiali ammiragli | Flag officers ufficiali ammiragli | Senior officers ufficiali superiori | Senior officers ufficiali superiori | Senior officers ufficiali superiori | Junior officers ufficiali inferiori | Junior officers ufficiali inferiori | Junior officers ufficiali inferiori | Officer cadet Aspirante ufficiale |
| Codice NATO | OF-10                             | OF-9                              | OF-8                              | OF-7                              | OF-6                              | OF-5                                | OF-4                                | OF-3                                | OF-2                                | OF-1                                | OF-1                                | OF(D)                             |
| --- | --------------------------------- | --------------------------------- | --------------------------------- | --------------------------------- | --------------------------------- | ----------------------------------- | ----------------------------------- | ----------------------------------- | ----------------------------------- | ----------------------------------- | ----------------------------------- | --------------------------------- |
| controspallina paramano |                                   |                                   |                                   |                                   |                                   |                                     |                                     |                                     |                                     |                                     |                                     |                                   |
| nome del grado in lingua inglese: corrispondente italiano: | Fleet admiral1 Ammiraglio         | Admiral Amm. di sq. (i.s.)        | Vice admiral amm. di sq.          | Rear admiral Amm. di div.         | Commodore contramm.               | Captain Cap di vascello             | Commander Cap di fregata            | Lt. commander Cap di corvetta       | Lieutenant T.te di vascello         | Sub-Lieutenant S.te di vascello     | Midshipman Guardiamarina            | Officer cadet Asp. guardiamarina  |
| 1 Fleet admiral è il più alto rango della Royal Navy ed è equiparato ai vari gradi "OF-10" delle forze militari aderenti alla NATO secondo la standardizzazione STANAG. Il rango continua ad esistere nella Royal Navy britannica anche se le nomine sono ufficialmente cessate nel 1996. . |                                   |                                   |                                   |                                   |                                   |                                     |                                     |                                     |                                     |                                     |                                     |                                   |

##### Sottufficiali e comuni
| distintivo di grado                         |                           |                           |                     |               |               |                     | nessun distintivo   |
| nome originale del grado in lingua inglese: | Warrant Officer 1st Class | Warrant Officer 2nd Class | Chief Petty Officer | Petty Officer | Leading rate  | Able seaman         | Ordinary Seaman     |
| corrispondente italiano:                    | Capo di 1ª classe         | Capo di 2ª classe         | Secondo capo        | Sergente      | Comune scelto | comune di 1ª classe | comune di 2ª classe |

### Basi
La sede del comando operativo della Royal Navy è a Eastbury, nella tenuta di Eastbury Park nella contea dello Hertfordshire, adiacente al sobborgo londinese di Northwood che è una località nel nord-ovest della Grande Londra, nel distretto di Hillingdon, nella storica contea del Middlesex.
Le tre basi operative della Royal Navy sono:
- Portsmouth, all'interno della città di Portsmouth, sulla riva est della omonima baia e a nord del Solent e dell'isola di Wight, la più antica base navale della Royal Navy e sede di circa due terzi delle forze di superficie della Flotta, incluse le due portaerei Illustrious e Ark Royal;
- Devonport, conosciuta anche come HMS Drake, la più grande dell'Europa occidentale e l'unica attrezzata per il rifornimento e la riparazione dei sommergibili nucleari britannici e base della Devonport Flotilla, che include la nave più grande della Royal Navy, la Ocean e i sottomarini nucleari classe Trafalgar;
- Clyde sulla riva est del Gare Loch nell'area di Argyll e Bute, a nord del Firth of Clyde e a circa 25 miglia ad ovest di Glasgow, è anche sede del comando della marina in Scozia ed è nota per essere la base dei sottomarini armati con il deterrente nucleare britannico, i Vanguard.

### Flotta di superficie
Negli anni novanta la Royal Navy ha dato il via ad una serie di progetti tesi alla modernizzazione della flotta e alla conversione da un tipo di impiego focalizzato nella lotta antisommergibile ad una forza versatile e in grado di operare anche a grandi distanze dalla Gran Bretagna. Questi cambiamenti hanno implicato la costruzione di diversi nuovi tipi di navi.

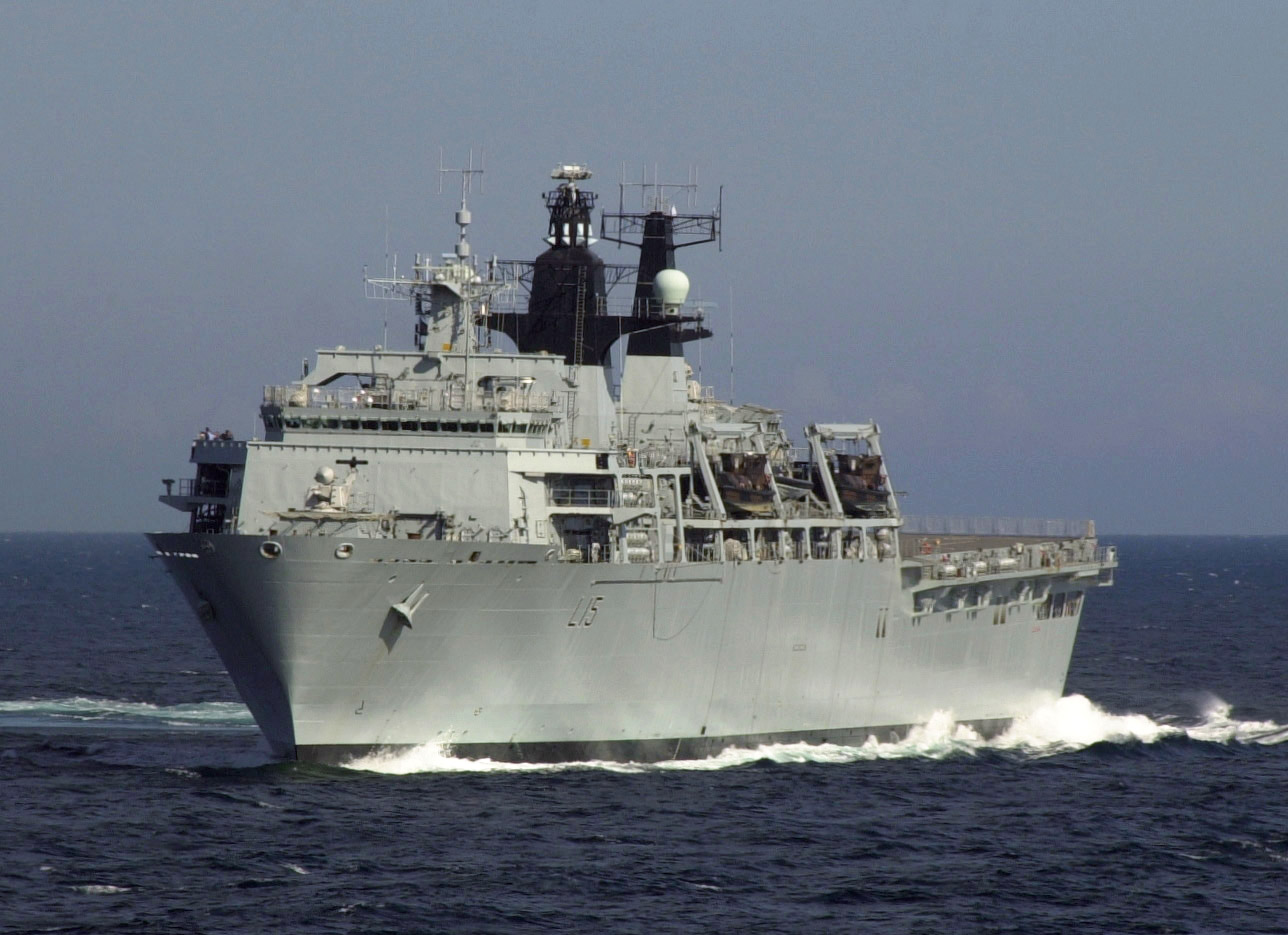
La Bulwark, attuale ammiraglia della flotta

#### Unità maggiori
Il nucleo della flotta è formato dalle 2 portaerei della classe Queen Elizabeth: la Queen Elizabeth (R08), capofila della classe ed attuale nave ammiraglia della Flotta, e la sua gemella Prince of Wales (R09).
La flotta inoltre comprende le navi di assalto anfibio Albion e Bulwark.
La Illustrious, ultima portaerei della classe Invincible, è stata utilizzata come portaelicotteri fino al suo disarmo.
Le due portaerei della classe Queen Elizabeth sono entrate in servizio rispettivamente nel 2017 e nel 2019. Entrambi i vascelli utilizzano i caccia F-35B.
L'ingresso in servizio delle quattro unità classe Bay di Landing ship dock nella Royal Fleet Auxiliary tra il 2006 ed il 2007 ha aumentato in maniera significativa le capacità anfibie della Royal Navy. Una unità classe Bay è stata successivamente venduta all'Australia nel 2011.

#### Unità di scorta

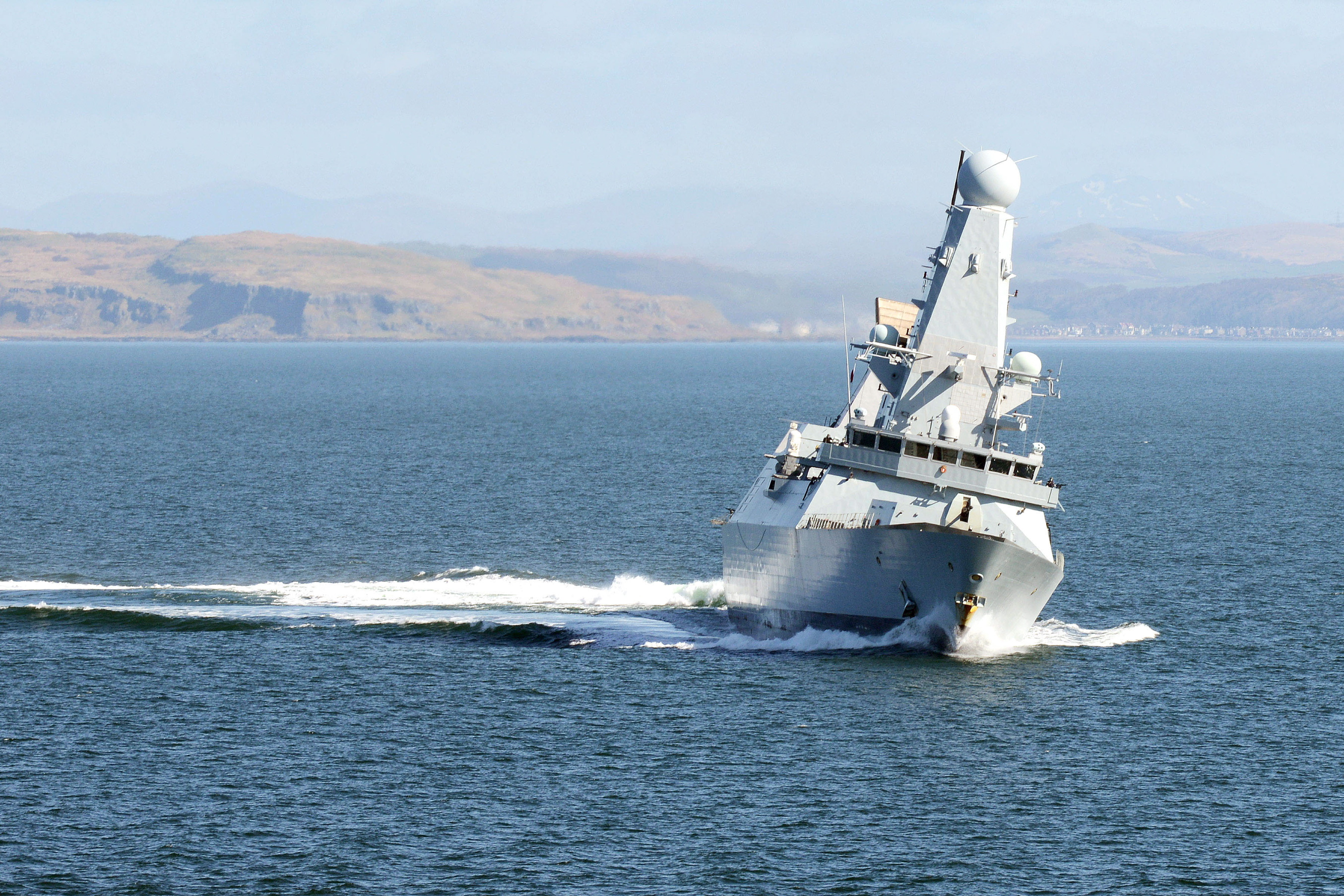
La Diamond uno dei cacciatorpediniere Type 45

Le unità di scorta, cacciatorpediniere e fregate, sono la componente più numerosa della attuale Royal Navy. A tutto maggio 2013 sono in servizio 6 cacciatorpediniere e 13 fregate.
Le unità Type 42 sono state sostituite dalle più grandi e moderne Type 45, l'ultima delle quali sta effettuando le prove in mare. Il ruolo principale di questi cacciatorpediniere è antiaereo, grazie ai lanciatori Sea Viper (anche noti come PAAMS) in grado di lanciare missili Aster 15 e Aster 30, rispettivamente a corto e lungo raggio. Il sofisticato sistema radar SAMPSON è integrato con tutti i sistemi d'arma delle navi.
Le fregate in servizio appartengono tutte alla classe Type 23; l'ultima unità della classe, la St Albans è entrata in servizio nel 2002. Nel luglio 2004, nell'ambito di una generale riduzione della spesa, tre fregate della classe sono state ritirate dal servizio e vendute al Cile.
Vi sono già diversi progetti e proposte riguardanti una nuova classe di navi di scorta, tra cui il Future Surface Combatant (FSC), poi sostituito dal progetto Type 26 per una Global Combat Ship. Allo stato attuale è previsto l'ingresso in servizio non prima del 2020, per una forza totale tra cacciatorpediniere e fregate di 19 unità.

### Sottomarini

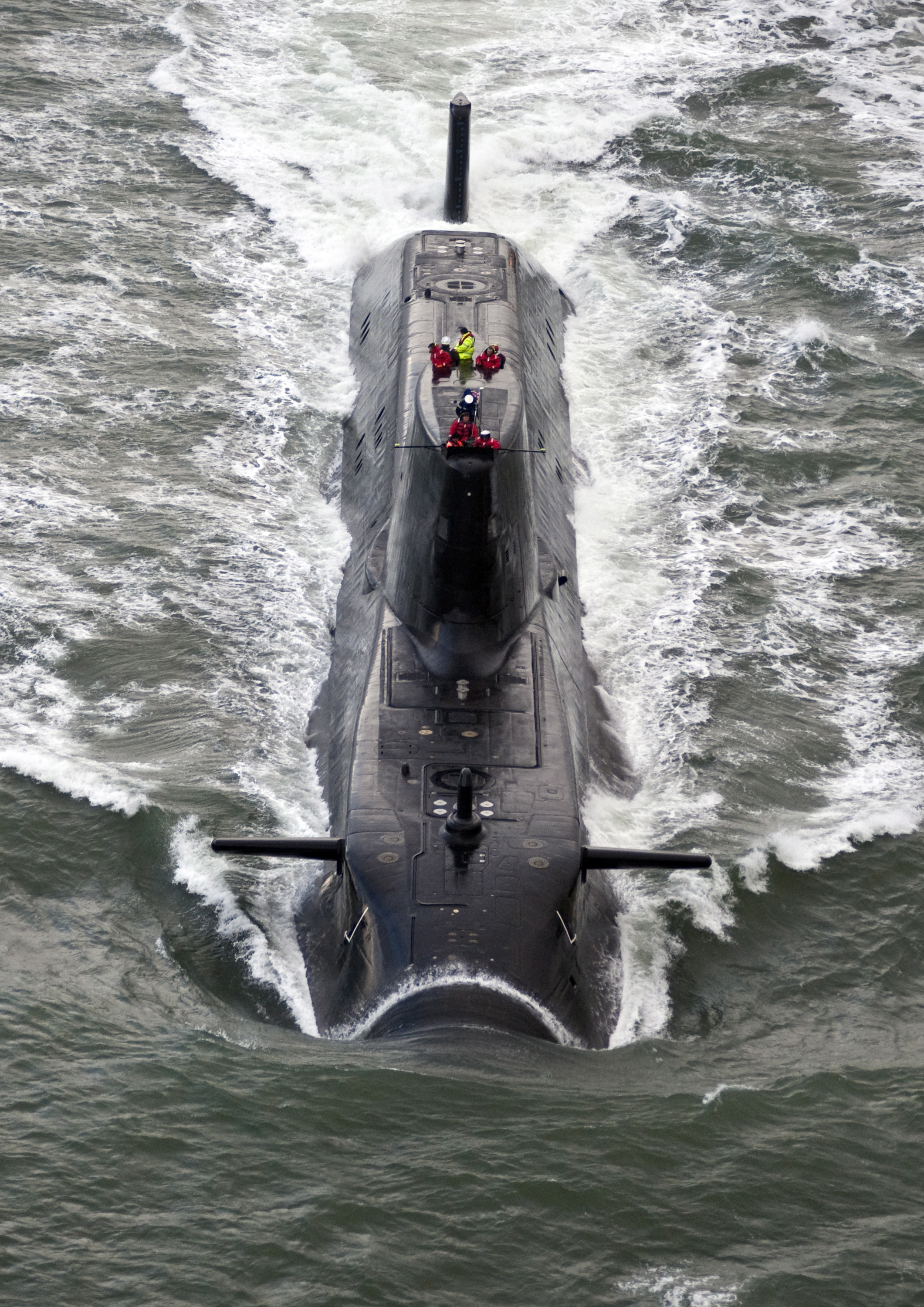
L'HMS Astute in navigazione nel 2009

Il Submarine Service della Royal Navy è composto da sette sottomarini nucleari (SSN) delle classi Trafalgar e Astute, e da quattro sottomarini lanciamissili balistici (SSBN) della classe Vanguard. Tutti i sottomarini britannici in servizio sono a propulsione nucleare.
Cinque unità classe Trafalgar sono al momento ancora in servizio, in attesa di essere sostituiti dai sette sottomarini della nuova classe Astute, due dei quali sono già in servizio attivo mentre altri tre sono in costruzione e gli ultimi due sono nelle fasi iniziali di produzione. L'HMS Astute, prima unità della classe, è entrato in servizio nel 2010. I nuovi sottomarini sono decisamente più grandi dei Trafalgar, con un dislocamento in immersione di 7.800 t.
I quattro sottomarini classe Vanguard, armati con missili Trident II, sono l'unica piattaforma di lancio per l'arsenale nucleare del Regno Unito. Nel dicembre 2006 è stata ritenuta necessaria la progettazione e costruzione di una nuova classe di sottomarini destinata a sostituire le unità attualmente in servizio a partire dal 2024, per mantenere la capacità di deterrenza nucleare britannica.

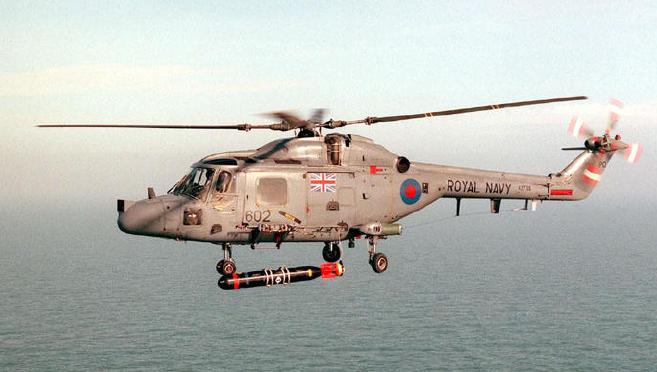
Un Westland Lynx armato di siluro

### Fleet Air Arm
Il Fleet Air Arm è l'aviazione di marina della Royal Navy responsabile per le operazioni degli aerei imbarcati. Al momento opera gli elicotteri AgustaWestland AW101 "Merlin", i Westland Sea King e i Westland Lynx. In seguito al discusso ritiro dal servizio dei BAE Harrier II, non sono al momento in servizio aerei ad ala fissa. Per il futuro è previsto l'utilizzo dei nuovi Lockheed Martin F-35 Lightning II in versione STOVL.

### Royal Marines
I Royal Marines sono la fanteria di marina del Naval Service britannico, addestrata anche per la guerra in montagna ed in zone artiche.
I Royal Marines non sono parte della Royal Navy, ma forza armata autonoma.

## Ruolo e dispiegamento attuale
Il ruolo della Royal Navy è la protezione degli interessi britannici in patria e all'estero, attuando le politiche estere e di difesa del governo. È inoltre uno dei fulcri della partecipazione del Regno Unito alla NATO.
Questi obiettivi sono rispecchiati da una serie di capacità operative fondamentali:
- Mantenimento del deterrente nucleare britannico imbarcato sulla flotta sottomarina
- Capacità di operare due gruppi da battaglia di portaerei medi con relativi aerei
- Dispiegamento dei British Commandos
- Contributo alla operatività del Joint Helicopter Command
- Mantenimento di navi di pattuglia
- Capacità antimine estesa anche a nazioni alleate
- Fornitura di servizi idrogeologici e meteorologici su scala globale
- Protezione della zona economica esclusiva del Regno Unito e dell'Unione Europea.

### Dispiegamento attuale
La Royal Navy è attualmente impegnata in diverse aree, in alcuni casi permanentemente. Nel Mediterraneo è impiegata nell'ambito della NATO e fino al 2010 operava il Royal Navy Cyprus Squadron, ora disciolto. Diverse unità vengono impiegate con compiti di pattuglia nell'Atlantico settentrionale e meridionale, mentre una nave da guerra è sempre basata alle Falkland. Al momento questo compito è svolto dalla HMS Clyde.
Nel golfo Persico la Royal Navy è impiegata in diversi compiti di pattuglia e supporto legati alla stabilizzazione successiva ai diversi conflitti del Golfo. L'Armilla Patrol, iniziato nel 1980 è il principale impegno regionale. Il UK Maritime Component Commander (UKMCC) è responsabile delle operazioni nella zona e vicecomandante delle forze navali combinate.
La marina mantiene anche un Response Force Task Group, formazione creata in seguito alla Strategic Defence and Security Review del 2010, pensato per rispondere con breve preavviso ad emergenze sanitarie e militari o a operare come forza da sbarco. Il primo impiego della nuova forza è avvenuto nel 2011 nell'ambito degli esercizi COUGAR 11 tenuti nel Mediterraneo e ad est di Suez.
La Royal Navy è anche stata responsabile dell'addestramento della marina militare irachena e della messa in sicurezza dei terminali petroliferi portuali al momento della fine delle ostilità nel paese.
La missione Atalanta, nome dell'operazione europea antipirateria nell'oceano Indiano, è svolta sotto il comando permanente di un ufficiale della Royal Navy o dei Royal Marines, con base presso il comando di Northwood e vede impiegate anche navi britanniche.
La marina britannica contribuisce anche al mantenimento delle forze operative della NATO, organizzate nella NATO Response Force. Dal 1971 è anche impegnata dai Five Powers Defence Arrangements, una serie di accordi difensivi tra Regno Unito, Australia, Malaysia, Singapore e Nuova Zelanda, che comportano temporanei dispiegamenti in Estremo oriente, generalmente composti da una fregata e da una nave idrografica armata.

## Nomi
Soprannomi usati per la Royal Navy includono "The Mob", "The Andrew" e "The Senior Service" (il servizio militare più antico, in contrasto a quello dell'esercito o dell'aviazione). Al giorno d'oggi i marinai britannici si riferiscono a sé stessi come Jack piuttosto che con il più vecchio Jack tar (letteralmente "Jack Catrame", dall'usanza dei marinai di portare i capelli lunghi e raccolti in una coda di cavallo tenuta insieme dal catrame). Un soprannome usato all'estero per i marinai britannici sono Limey (probabilmente derivato da lime juicer ("succo di lime") per l'usanza della Royal Navy di distribuire succo di lime per prevenire lo scorbuto).
Normalmente con Royal Navy ci si riferisce alla Marina Reale del Regno Unito, le altre marine del Commonwealth includono nella denominazione ufficiale il nome del Paese, per esempio Royal Australian Navy. Comunque anche il nome di altre marine, come per esempio la Koninklijke Marine (Marina Reale Olandese), significa "Marina reale" nelle rispettive lingue.

## Unità della Royal Navy
Le navi da guerra appartenenti alla marina britannica venivano classificate dalla prima alla sesta classe, secondo la loro capacità di prendere posto nella linea di fila e secondo il numero di cannoni con cui erano armate.
Al nome delle navi viene aggiunto il prefisso HMS che significa Her Majesty's Ship o alternativamente His Majesty's Ship ("Nave di Sua Maestà").

Le navi di supporto della flotta, solitamente con equipaggi civili, ricevono solitamente il prefisso RFA per Royal Fleet Auxiliary.
A navi e sottomarini viene anche dato un pennant number (dispositivo ottico).

## Catena di comando della Royal Navy
La Royal Navy è stabilita sotto la Royal Prerogative ed a suo capo c'è il Lord High Admiral ("Lord Grand Ammiraglio"). Fino al 2011 a tenere questo titolo è stata la regina Elisabetta II del Regno Unito (che è globalmente a capo di tutte le forze armate britanniche), ma il 10 giugno del 2011 ha ceduto il titolo al consorte, il principe Filippo, duca di Edimburgo, in occasione del suo novantesimo compleanno.
In epoca precedente il posto di Lord High Admiral è stato delegato ad un ufficiale della marina. Successivamente il posto venne frequentemente commissionato e in questi periodi la Royal Navy veniva diretta da un consiglio a cui capo c'è il First Lord of the Admiralty ("Primo Lord dell'Ammiragliato"). Nel 1964 le funzioni dell'Ammiragliato vennero trasferite al Secretary of State for Defence ("Segretario di stato per la difesa") e al Defence Council of the United Kingdom ("Concilio per la difesa del Regno Unito"). Da allora il titolo storico di Lord High Admiral è tornato nell'ambito della monarchia britannica.
Le funzioni del Defence Council che riguardano l'amministrazione del Servizio Navale sono formalmente delegate ad un Admiralty Board ("Comitato dell'Ammiragliato") e al suo subcomitato, il Navy Board, che è responsabile per i problemi di ordinaria amministrazione.
Il capo professionale della Royal Navy è il First Sea Lord ("Primo Lord del Mare"), che detiene anche il titolo di Chief of the Naval Staff ("Capo del personale navale"). Attualmente questo incarico è detenuto dall'ammiraglio Tony Radakin

### Comandanti in capo
Storicamente la Royal Navy è sempre stata divisa in diversi comandi, ognuna con un Commander-in-Chief ("Comandante in capo") per esempio Commander-in-Chief Plymouth, Commander-in-Chief China Station, ecc. Ora esistono solo due comandanti in capo, Commander-in-Chief Fleet ("Comandante in capo della flotta") e Commander-in-Chief Naval Home Command ("Comandante in capo del Comando Navale"), che si prevede di amalgamare a breve termine.
Nel 1971 con il ritiro da Singapore le flotte dell'estremo oriente e occidentale furono unificate in un unico comando sotto il controllo del Commander-in-Chief Fleet (CINCFLEET), inizialmente basato a Northwood nel Middlesex, continuando la tradizione iniziata nel 1960 di basarvi il comando navale casalingo. Recentemente la maggior parte del personale del CINCFLEET è stato trasferito in un nuovo impianto in Portsmouth. Comunque il CINCFLEET stesso ed un piccolo gruppo di personale rimane a Northwood.
Il Commander-in-Chief Naval Home Command (CINCNAVHOME) conosciuto anche come Second Sea Lord ("Secondo Lord del Mare") è responsabile per le installazioni a terra e per la gestione del personale della Royal Navy ed è basato a Portsmouth, facendo sventolare la sua bandiera dalla HMS Victory. Questo ruolo è al momento assegnato all'ammiraglio James Burnell-Nugent.

## Cronologia della Royal Navy e onori di battaglia
- 1588: Invincible Armada
- 1589: Spedizione Drake-Norris
- 1652: Battaglia di Dungeness
- 1690: Battaglia di Beachy Head

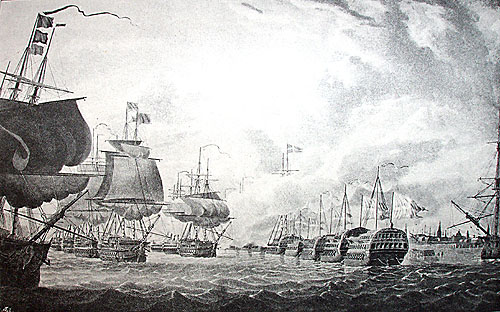
La battaglia di Copenaghen

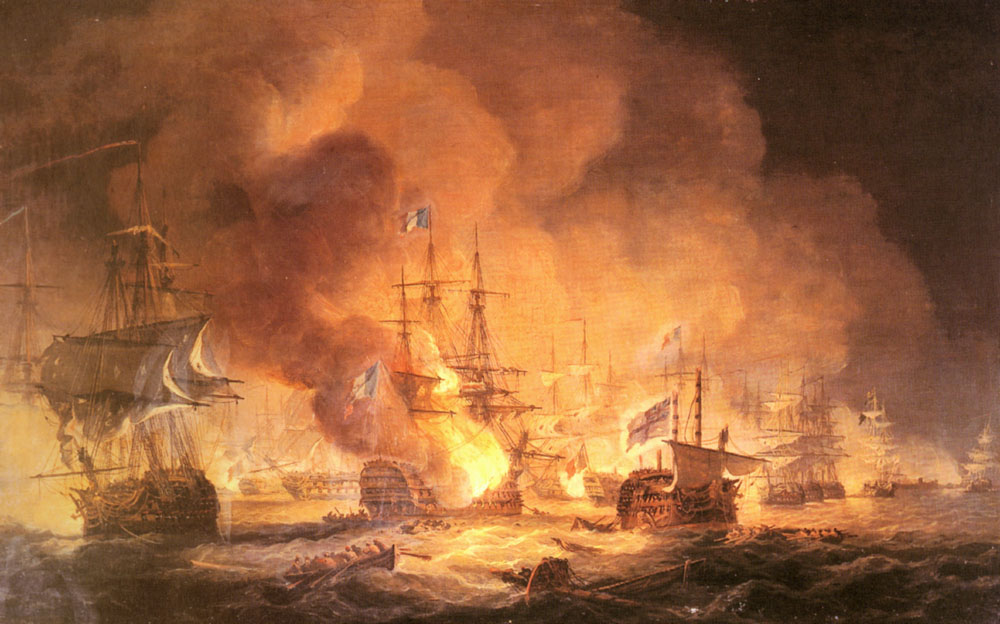
La battaglia di Abukir

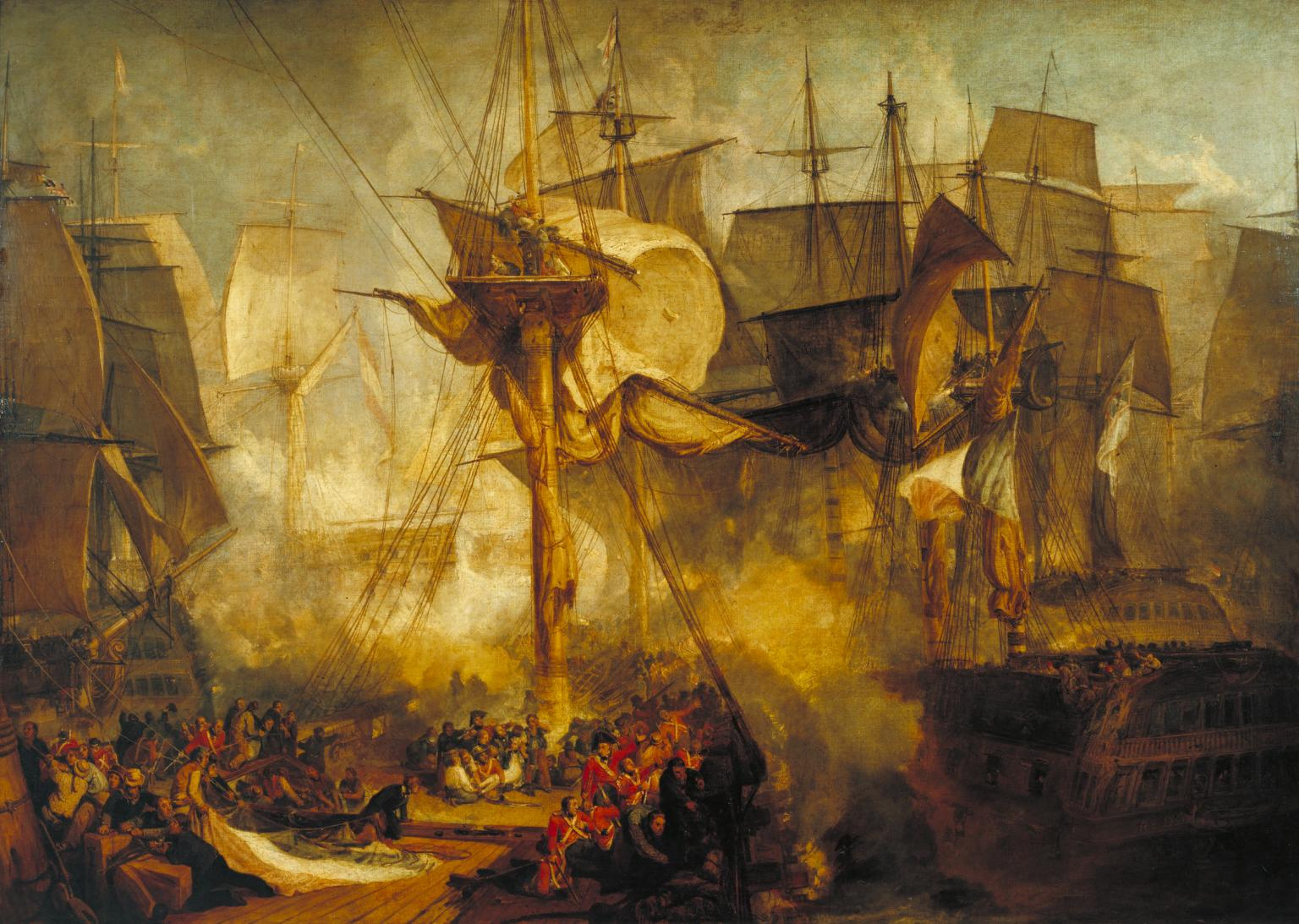
La battaglia di Trafalgar

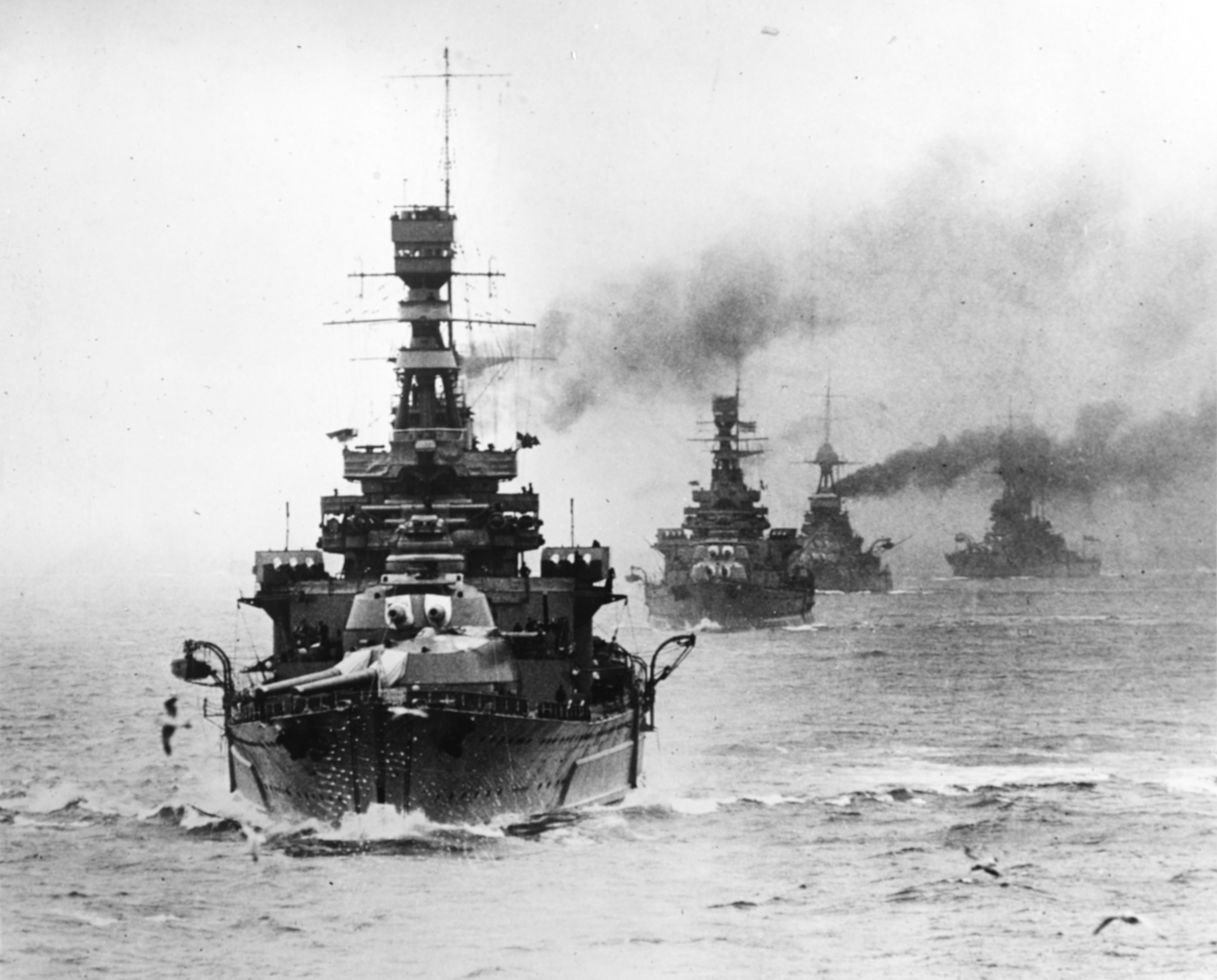
La battaglia dell'Atlantico

- 1692: Battaglia di Barfleur-La Hogue
- 1692: Battaglia di Plaisance (Placentia)
- 1759: Battaglia di Quiberon Bay e Battaglia di Lagos
- 1762: Battaglia di Signal Hill
- 1779: Battaglia di Grenada
- 1780: Battaglia di Capo San Vincenzo
- 1781: Battaglia di Chesapeake e Battaglia di Dogger Bank
- 1782: Battaglia di Saint Kitts e Battaglia delle Saintes
- 1794: Glorioso Primo di Giugno
- 1797: Battaglia di Camperdown
- 1797: Battaglia di Capo San Vincenzo
- 1798: Battaglia del Nilo
- 1801: Battaglia di Copenaghen
- 1805: Battaglia di Trafalgar
- 1808-1814: Guerra peninsulare
- 1812-1814: Guerra del 1812
- 1821: Prima nave a pale per usi ausiliari (rimorchi, ecc.)
- 1839-1842: Guerra dell'Oppio, prima guerra anglo-cinese.
- 1840: Prima nave a vapore con propulsione a elica, Rattler
- 1902: Primo sommergibile della Royal Navy, Holland 1
- 1905: Prima nave con turbine a vapore e corazzata monocalibro, Dreadnought
- 1914-1918: Prima battaglia dell'Atlantico
- 1914: Battaglia di Helgoland, Battaglia di Coronel, Battaglia delle isole Falkland
- 1915: Battaglia di Dogger Bank e Campagna dei Dardanelli
- 1916: Battaglia dello Jutland
- 1919: Guerra civile russa e Campagna britannica nel mar Baltico
- 1931: Ammutinamento di Invergordon
- 1939-1945: Seconda Battaglia dell'Atlantico
- 1939: Battaglia del Rio della Plata
- 1940: Operation Dynamo (Dunkirk)
- 1941: Battaglia di Capo Matapan
- 1941: Affondamento dell'Hood e della nava da battaglia tedesca Bismarck
- 1943: Battaglia di capo Nord
- 1944: Operazione Tungsten
- 1944: Operazione Neptune (Normandia)
- 1946: Minate la Saumarez e la Volage nell'Incidente del canale di Corfù
- 1949: Amethyst nell'Incidente del Fiume Azzurro
- 1950: inizia la guerra di Corea
- 1956: Crisi del canale di Suez
- 1962: Inizia nel Borneo il Confronto tra Indonesia e Malesia
- 1963: Primo sottomarino britannico a propulsione nucleare, Dreadnought
- 1965: Inizia la Beira Patrol contro la Rhodesia
- 1980: Inizia l'Armilla Patrol nel Golfo Persico
- 1982: Guerra delle Falkland
- 1991: Prima guerra del Golfo
- 1999: Operazione Allied Force
- 2000: Sierra Leone
- 2001: Campagna afgana
- 2003: Seconda guerra del Golfo

## Marinai famosi della Royal Navy
- Francis Drake
- George Anson
- George Rodney
- Richard Howe
- Samuel Hood
- Adam Duncan
- John Jervis
- Horatio Nelson
- Cuthbert Collingwood
- Thomas Cochrane
- John Fisher
- John Jellicoe
- David Beatty
- Andrew Cunningham

In ordine cronologico di anzianità approssimativo.
- Humphrey Gilbert
- Martin Frobisher

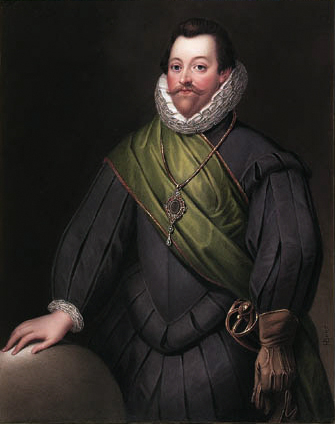
Francis Drake
- Robert Blake
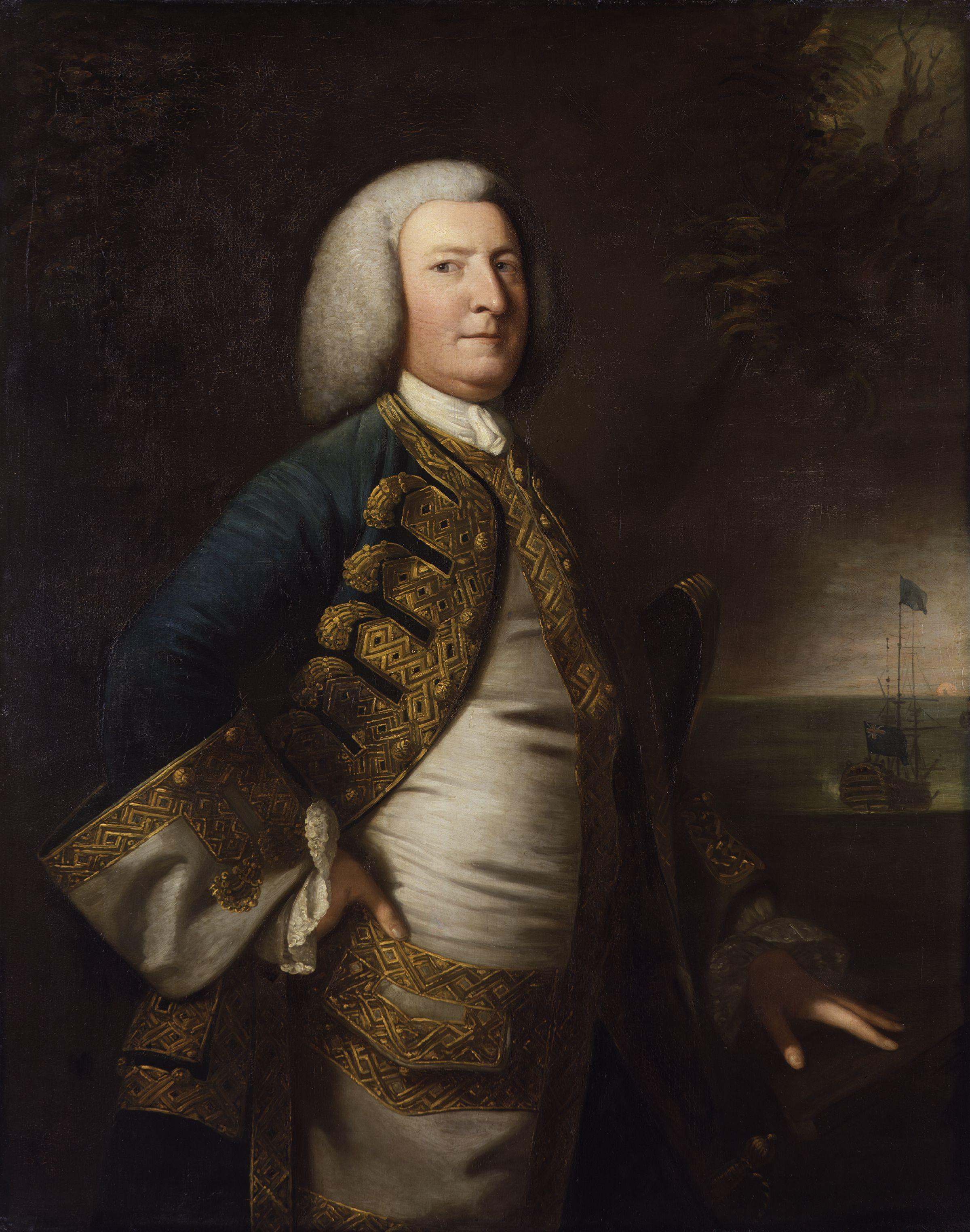
George Monck
- Giacomo II d'Inghilterra
- William Penn
- Edward Montagu
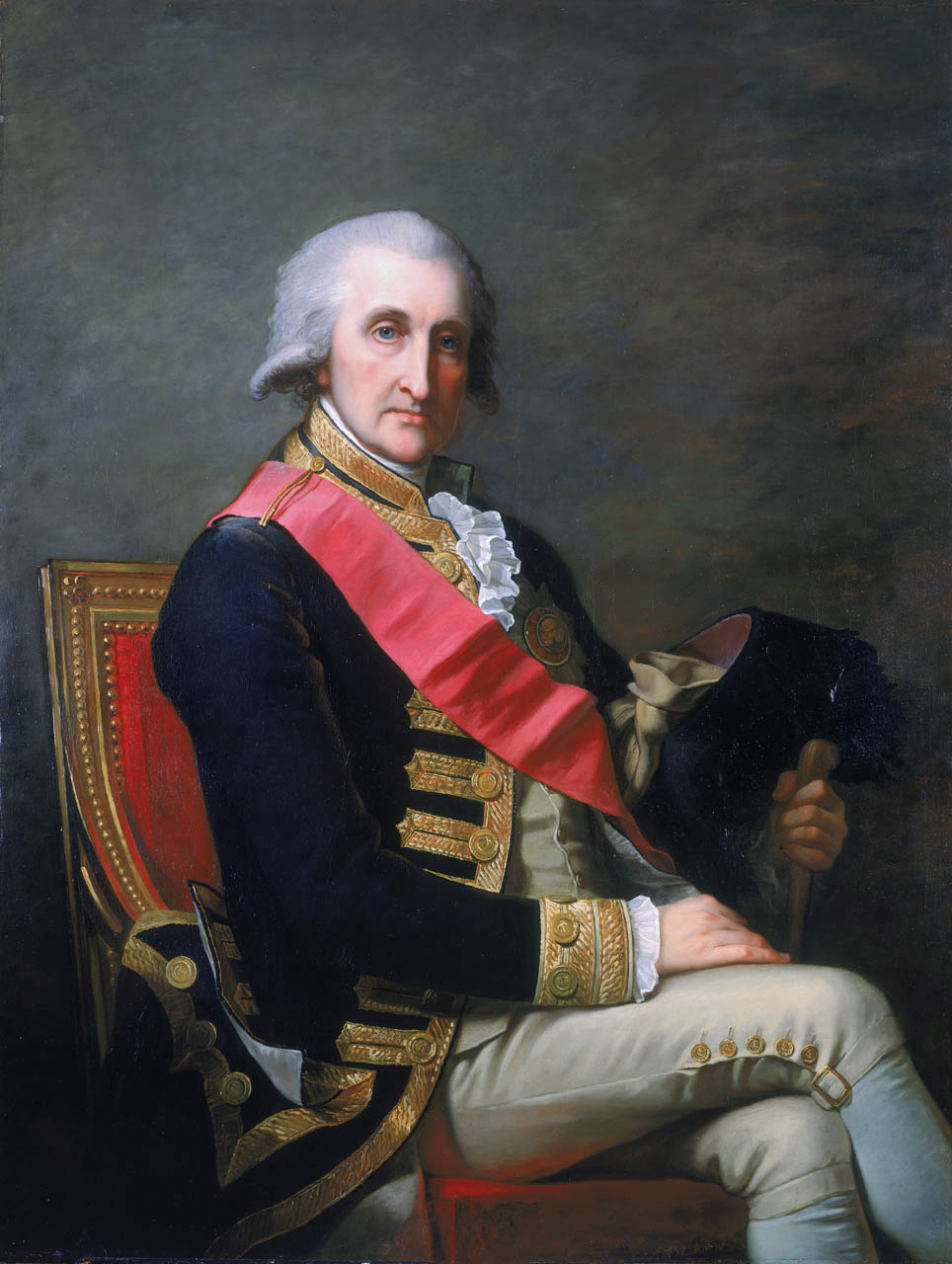
George Anson
- Edward Hawke
- Edward Boscawen
- John Byron
- George Brydges Rodney
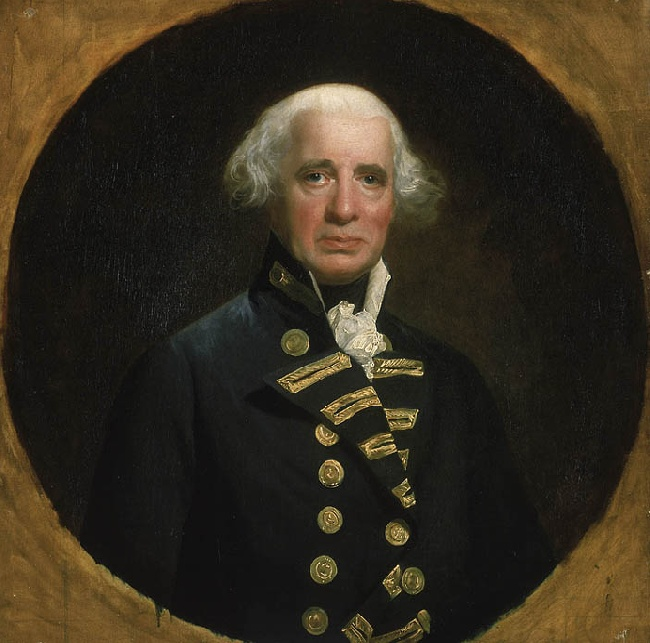
Richard Howe
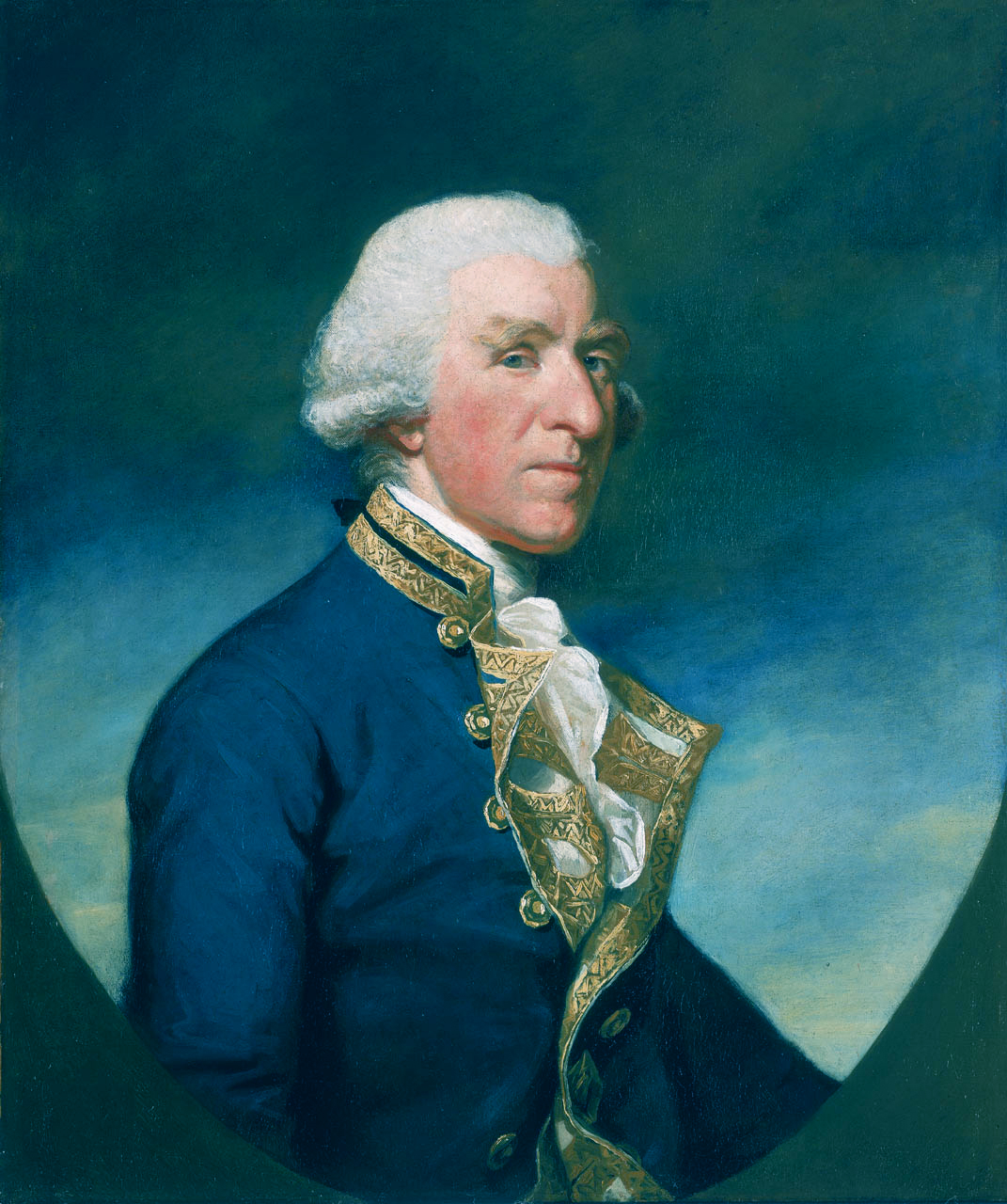
Samuel Barrington
- Samuel Hood
- Richard Kempenfelt
- John Jervis
- John Schank
- Charles Middleton, I barone Barham
- James Cook
- Alexander Bridport
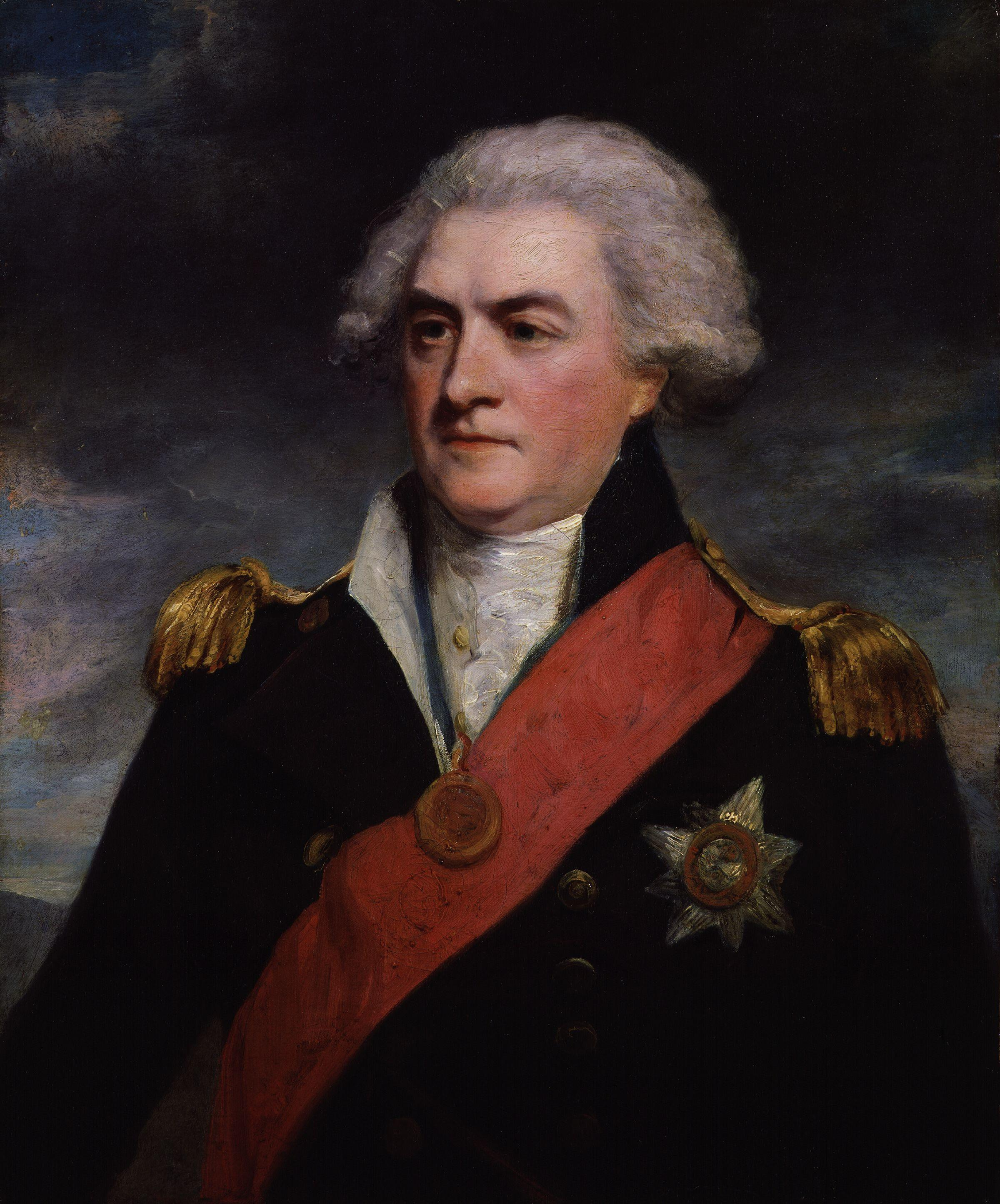
Adam Duncan
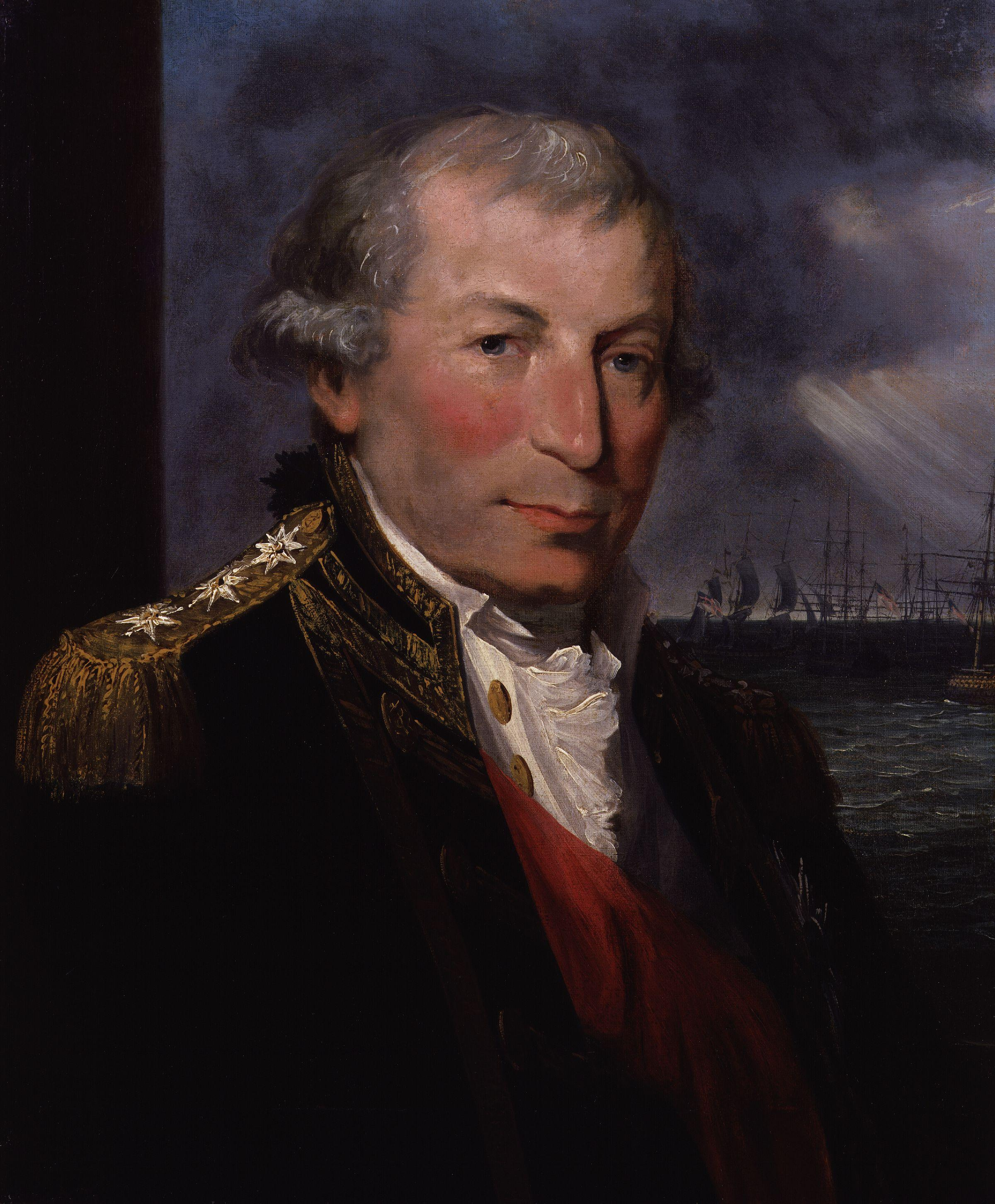
John Jervis
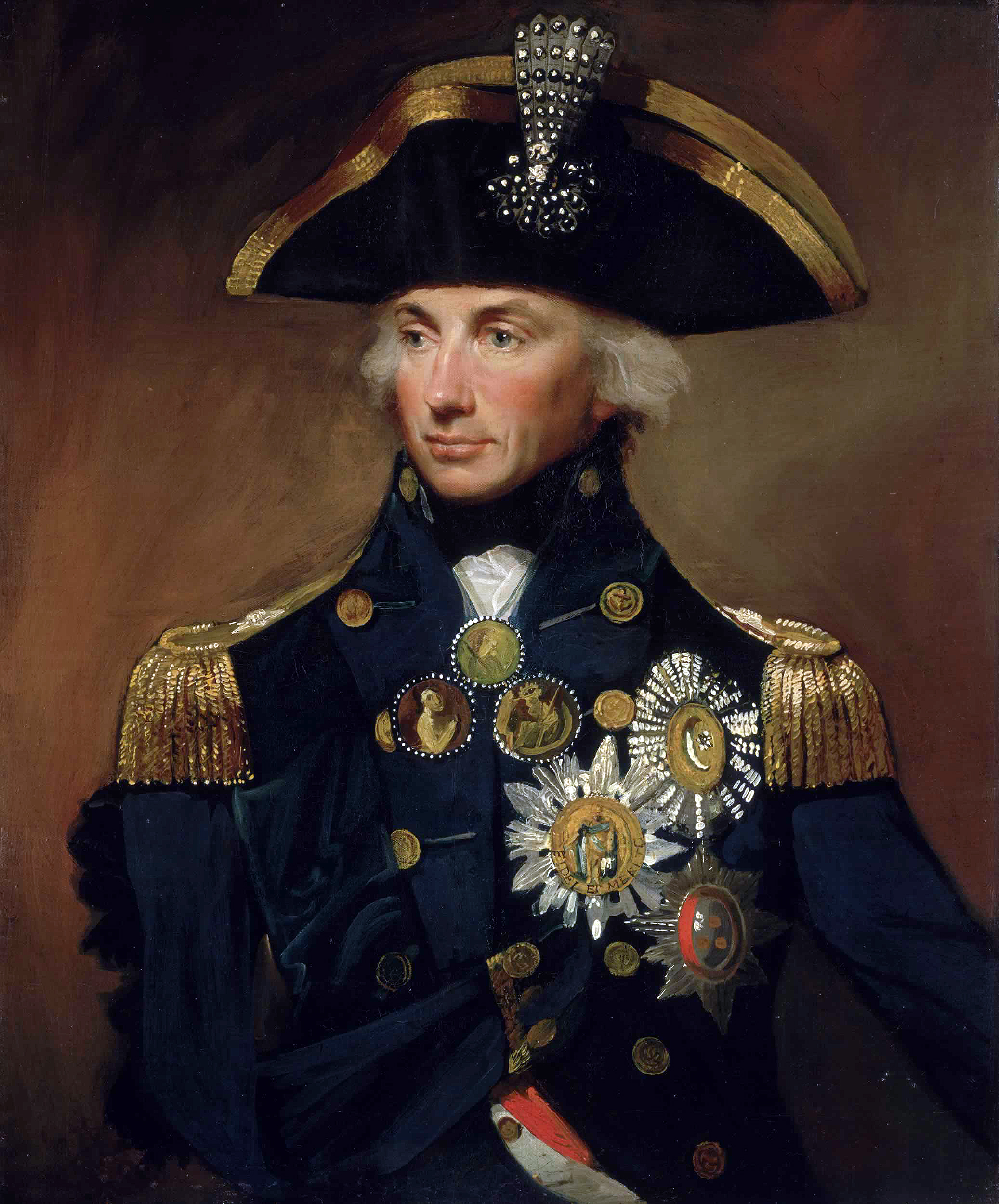
Horatio Nelson
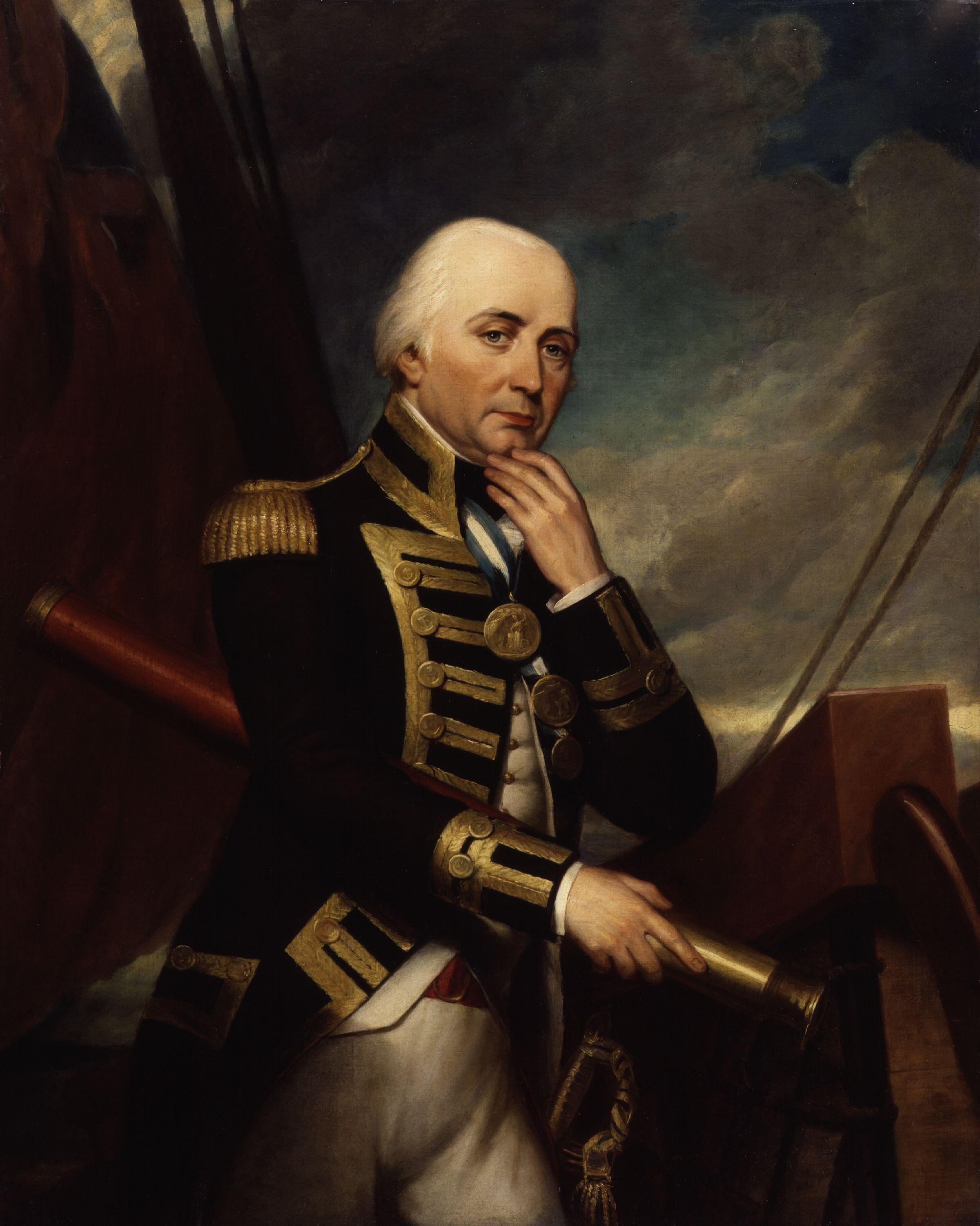
Cuthbert Collingwood
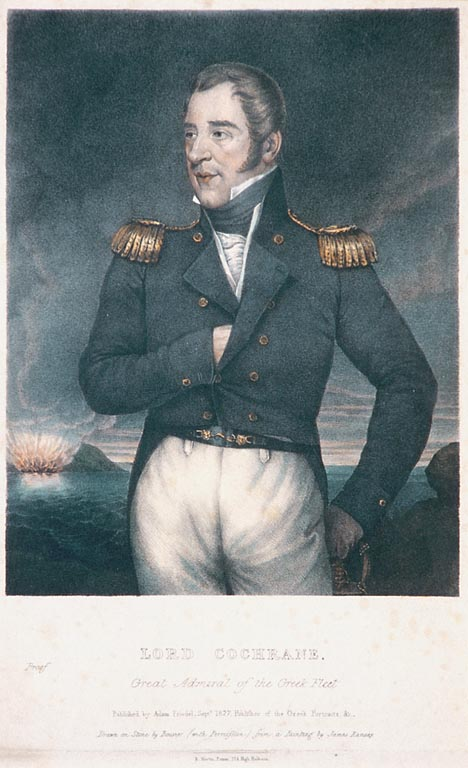
Thomas Cochrane
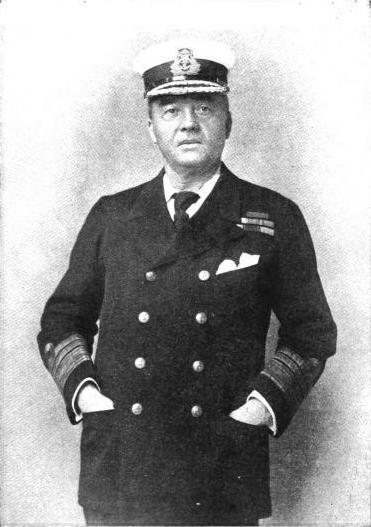
John Fisher
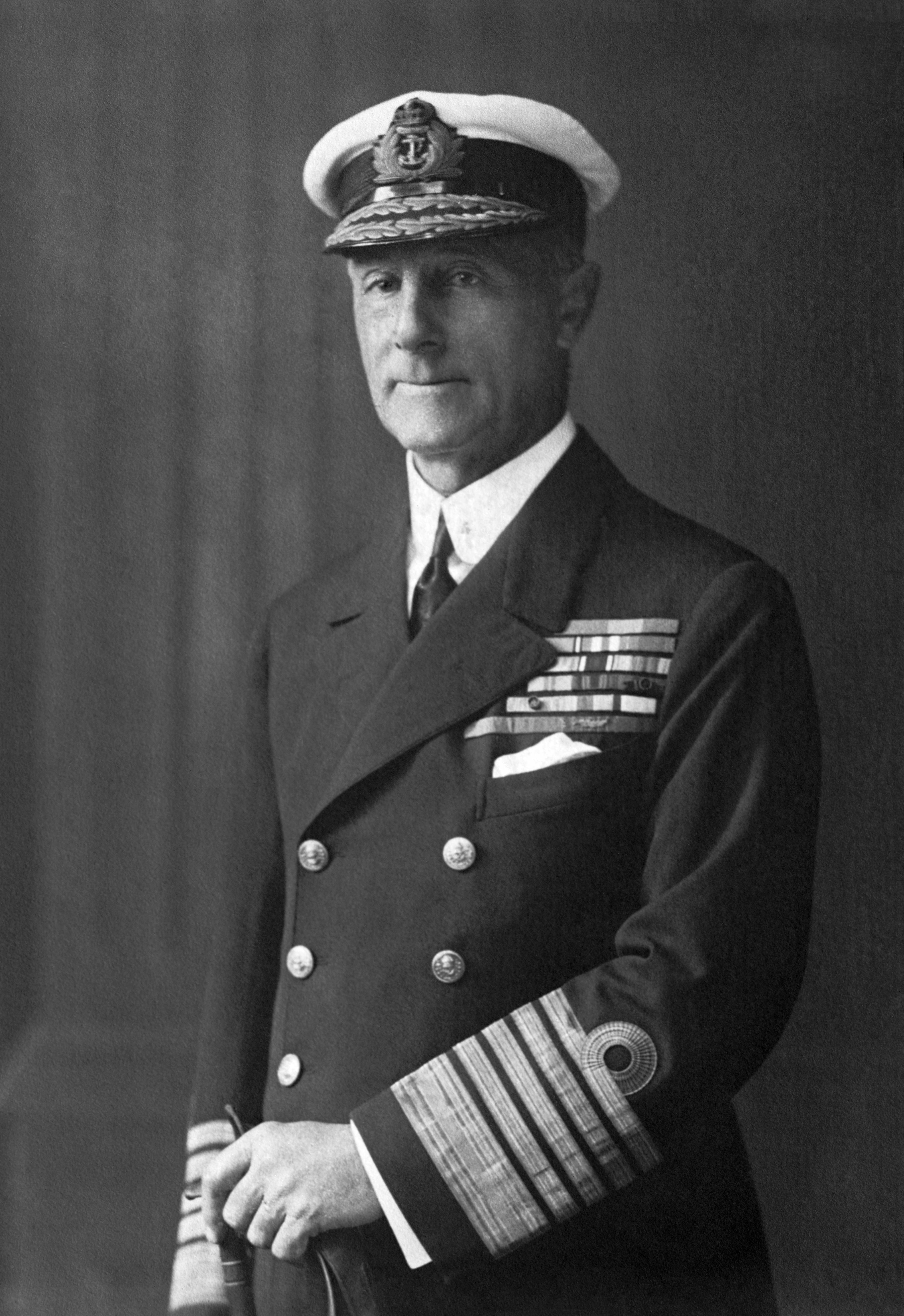
John Jellicoe
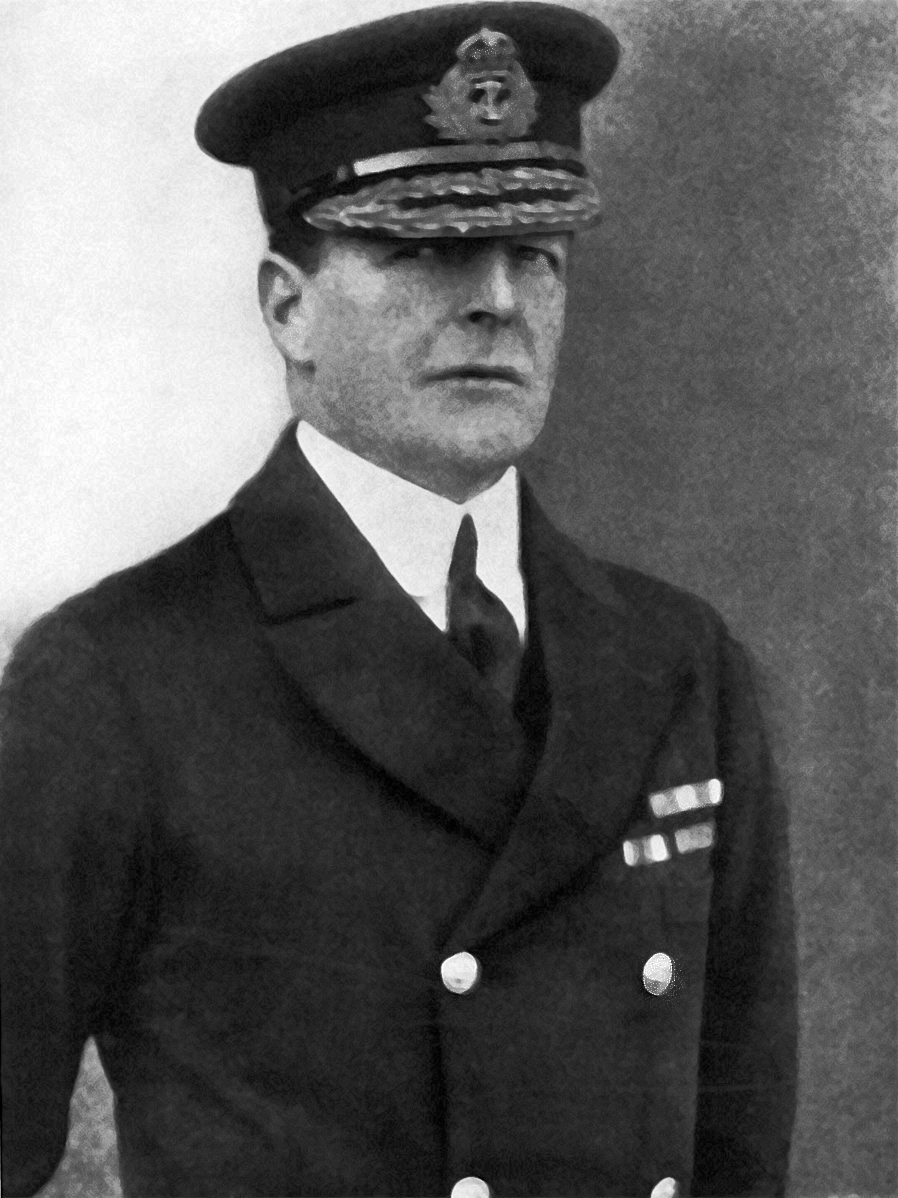
David Beatty
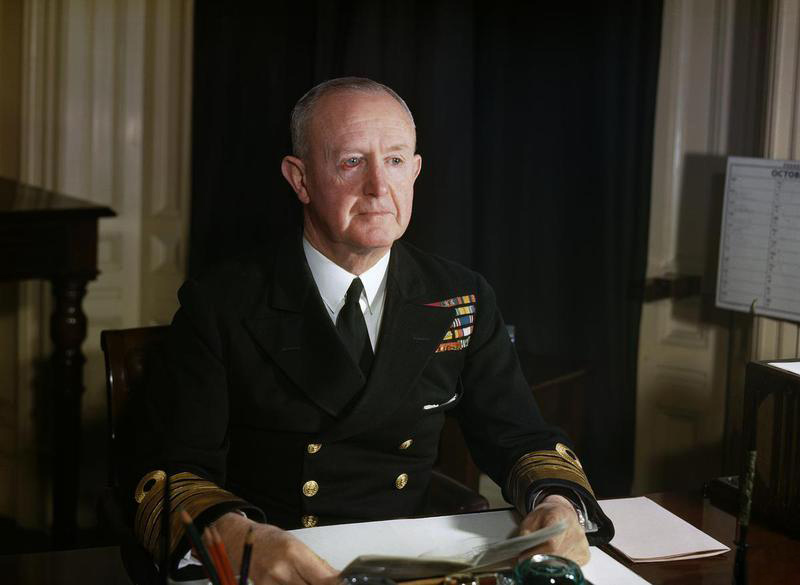
Andrew Cunningham

- Hyde Parker
- Home Riggs Popham
- George Keith

- Edward Pellew
- William Sidney Smith
- William Cornwallis
- Cuthbert Collingwood
- Robert Calder
- Thomas Cochrane
- John Thomas Duckworth
- Sir Philips Broke
- James Vashon
- George Vancouver
- William Bligh
- Sir John Franklin
- Charles Robert Malden
- John Fisher
- Robert Falcon Scott
- John Jellicoe
- David Beatty
- William Boyle
- Andrew Cunningham
- James Somerville
- John Tovey
- Max Horton
- Philip Vian
- Louis Mountbatten
- Frederick John Walker
- John "Sandy" Woodward
- James Stirling

## Unità della Royal Navy famose

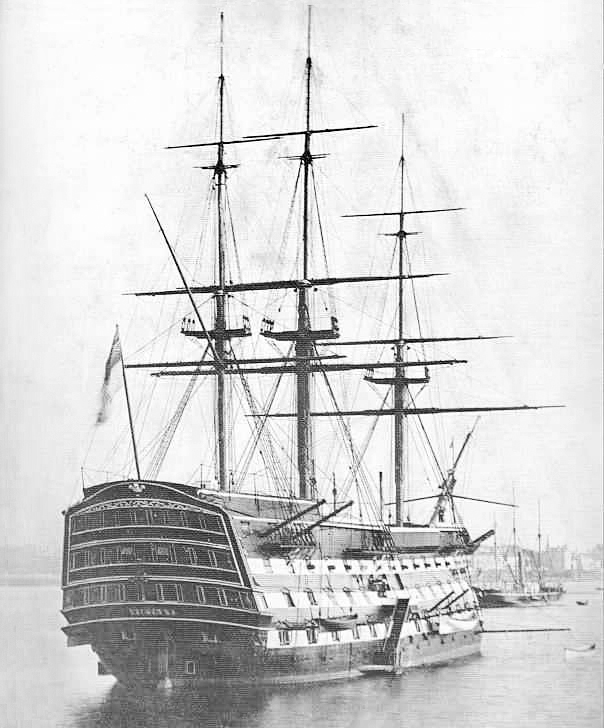
HMS Victory

- Mary Rose – affondata nel 1545 al largo di Portsmouth
- Ark Royal – nave ammiraglia della flotta britannica contro l'Invincible Armada. Attualmente (2008) la Ark Royal è una portaerei classe Invincible che ha partecipato alla seconda guerra del Golfo
- Sovereign of the Seas – nave voluta dal Re d'Inghilterra Carlo I. La sua struttura venne presa come riferimento per la costruzioni dei velieri negli anni successivi.
- Bounty – sede del famoso ammutinamento.
- Victory – nave ammiraglia di Horatio Nelson alla battaglia di Trafalgar. Questa è ufficialmente la nave da guerra più vecchia in servizio attivo.
- Beagle – trasportò Charles Darwin nel suo viaggio.
- Warrior – una delle prime navi corazzate
- Dreadnought – prima corazzata monocalibro
- Warspite – combatté allo Jutland e per tutta la seconda guerra mondiale
- Hood – incrociatore da battaglia distrutto dalla Bismarck
- Vanguard – ultima nave da battaglia costruita per la Royal Navy
- Dreadnought – primo sottomarino a propulsione nucleare britannico
- Resolution – primo sottomarino per il lancio di missili balistici intercontinentali
- Invincible – portaerei leggera
- Conqueror – sommergibile a propulsione nucleare d'attacco, responsabile per l'affondamento del General Belgrano durante la guerra delle Falkland.

### Portaerei della Royal Navy
Distintivo ottico: R (Post-1948), accanto il numero di unità (nel caso di classe) e la data di impostazione (dell'unità capoclasse)
- HMS Argus (I49) – 1914
- classe Glorious (3) – 1915
- HMS Eagle (94) – 1917
- HMS Hermes (95) – 1918
- HMS Ark Royal (91) – 1935
- classe Illustrious (4) – 1937
- HMS Unicorn (I72) – 1939
- classe Implacable (2) – 1939
- classe Colossus (8) – 1942
- classe Majestic (5) – 1943
- classe Audacious (2) – 1942
- classe Centaur (4) – 1944
- classe Invincible (3) – 1973
- classe Queen Elizabeth (2) – 2009